# Île-aux-Moines
Pour les articles homonymes, voir Île aux Moines (homonymie).
L'Île-aux-Moines [ilomwan] est une commune française, située dans le département du Morbihan en région Bretagne.
Elle est constituée de l'île aux Moines, la plus grande île du golfe du Morbihan, de l'île de Creïzic, de l'île d'Holavre, et des deux îles de Brouël.

## Toponymie
Le nom breton de la commune est Enizenac'h, plus communément Izenah.
Elle fut appelée successivement Crialeis (« croix courte ») en 856 dans le cartulaire de Redon sous la forme « Crialeis, id est enes-manac ad faba », puis Enez manac'h (graphie du XIe siècle: Enest Manach), qui donna la contraction du breton actuel en Enizenac'h. « Île-aux-Moines » n'est que la traduction imprécise du toponyme breton qui ne parle que d'un moine (il est possible que l'île ait été le refuge d'un moine ermite) alors que la francisation en voit plusieurs.

## Géographie

### Description

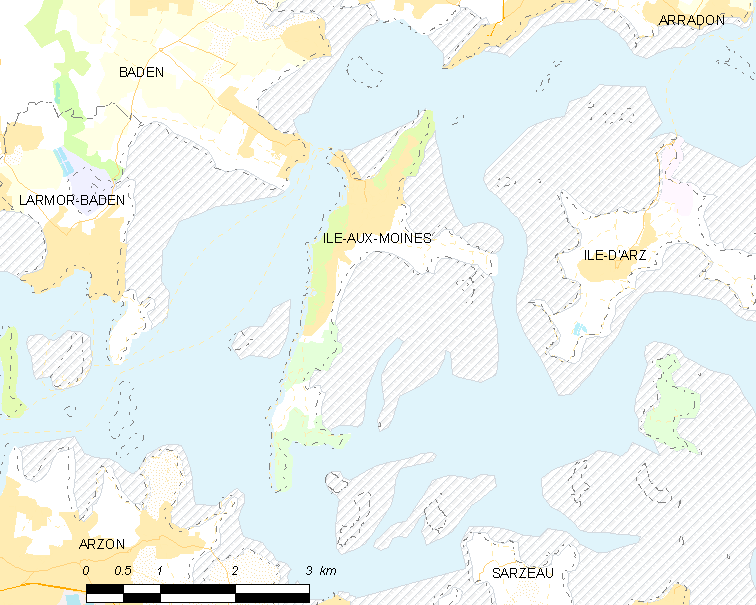
Carte de la commune de l'Île-aux-Moines.

L'Île-aux-Moines est située dans le golfe du Morbihan. Elle mesure 6 km de long sur 3,5 km de large pour une superficie de 310 ha. Sa forme est celle d'une croix irrégulière et aucun point de l'île n'est situé à plus de 450 m de la mer.
Les quatre bras de la croix que dessine l'île forment à leur extrémité la pointe du Trec'h pour la branche nord, la pointe de Nioul pour la branche sud (la plus longue), la pointe de Brouel pour la branche orientale et la pointe de Toulindac pour la branche occidentale, la plus petite, mais où se trouve le port de l'île. Entre ces bras se trouvent des baies dénommées respectivement anse du Lério pour celle du nord-ouest, anse du Guéric pour celle du nord-est et anse du Vran pour celle du sud-est (les deux dernières citées sont étendues et contiennent de nombreux parcs à huîtres). Le bourg est situé au centre de l'île, au croisement des quatre branches. La petite anse du Guip, située au sud-est de l'île, abrite un chantier naval, le "Chantier du Guip" spécialisé dans la restauration et la construction de bateaux en bois comme des bateaux du patrimoine, mais aussi des bateaux de pêche et des yachts ; ce chantier a essaimé à Brest où se trouve désormais son activité principale, ainsi qu'à Lorient.
Le relief de l'île est relativement accidenté et atteint 31 mètres d'altitude entre Kerscot et Kergonan, 20 à 26 mètres dans l'étroite presqu'île du Trec'h au nord et 22 mètres dans celle de Penhap, au sud, y compris à l'extrême sud dans la pointe du Nioul (avec des falaises assez spectaculaires à cet endroit, ainsi que vers Er Boglieux). La presqu'île orientale, celle de Brouel, est plus basse et ne dépasse pas 14 mètres d'altitude mais elle est en majeure partie à seulement quelques mètres au-dessus du niveau de la mer. L'île 
présente plusieurs plages, notamment la  « Grande Plage » au sud du Lério, mais aussi la plage de Port Miquel et la plage du Gored, ainsi nommée car s'y trouve un ancien gored, un barrage à poissons en langue bretonne, encore visible principalement à marée basse.

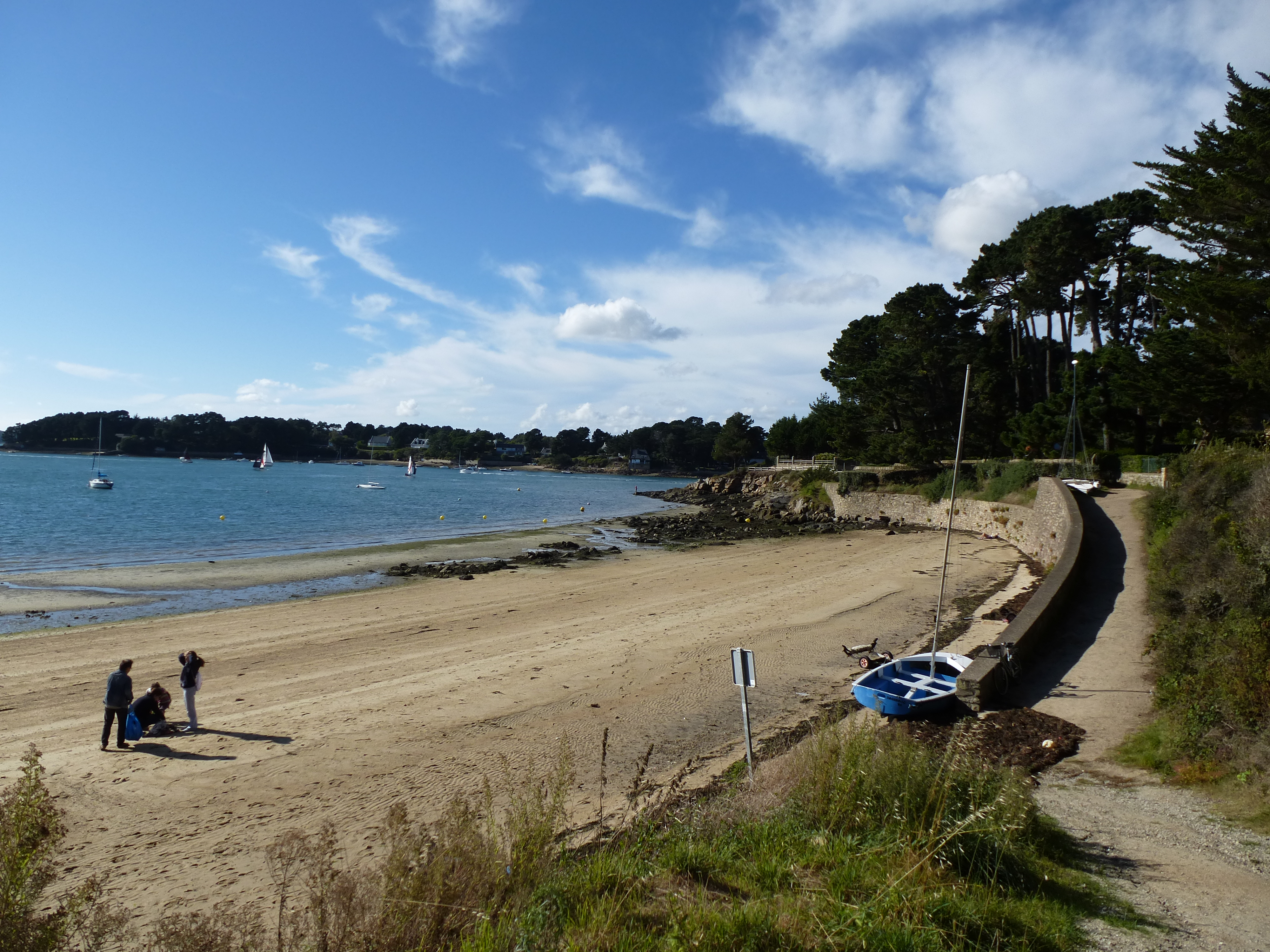
La « Grande plage » à l'île-aux-Moines 1.
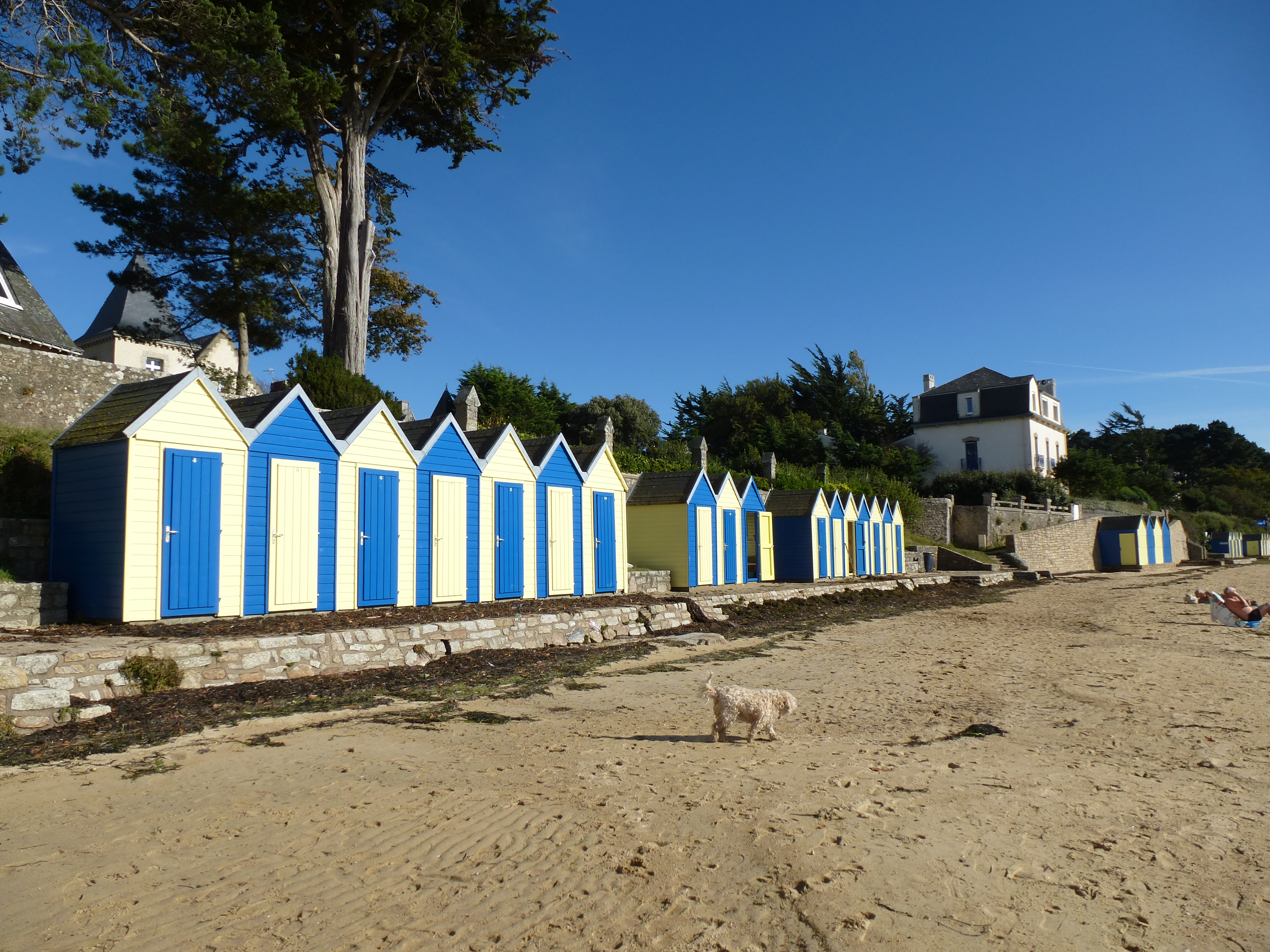
La « Grande plage » à l'île-aux-Moines 2.
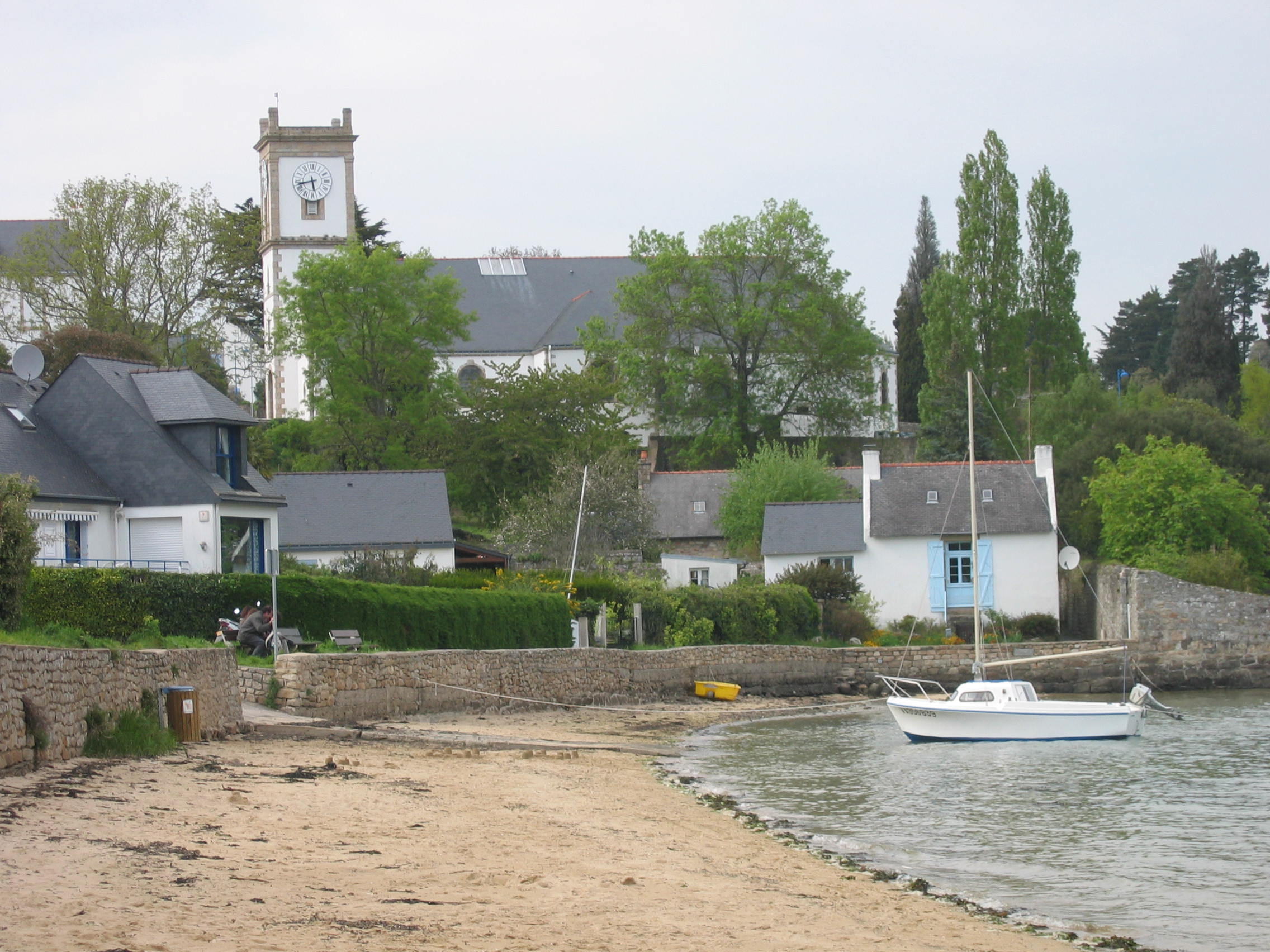
La plage de Port Miquel et l'église paroissiale.
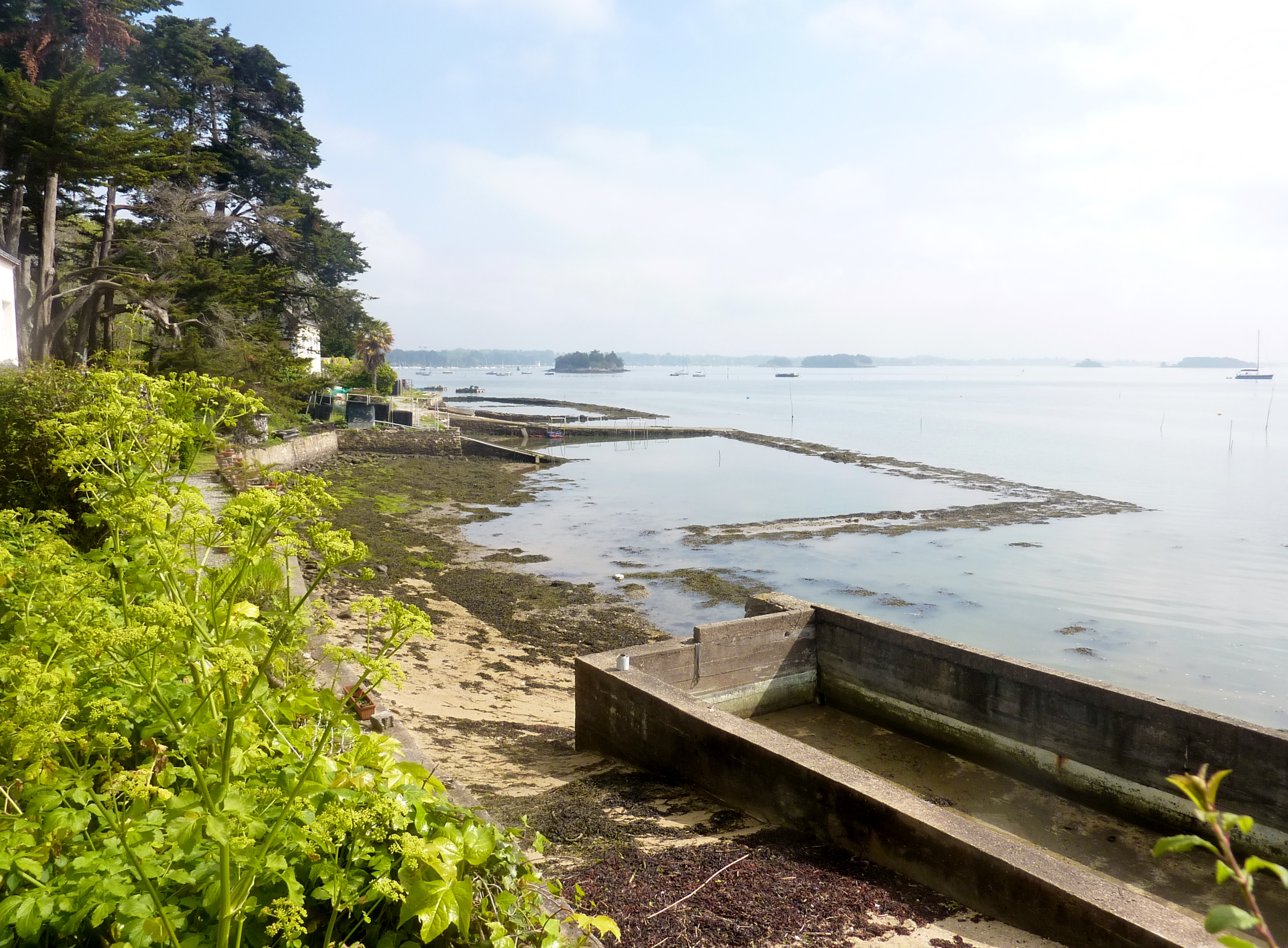
Bassins ostréicoles sur la côte est de la presqu'île du Trec'h au nord de Port Miquel.
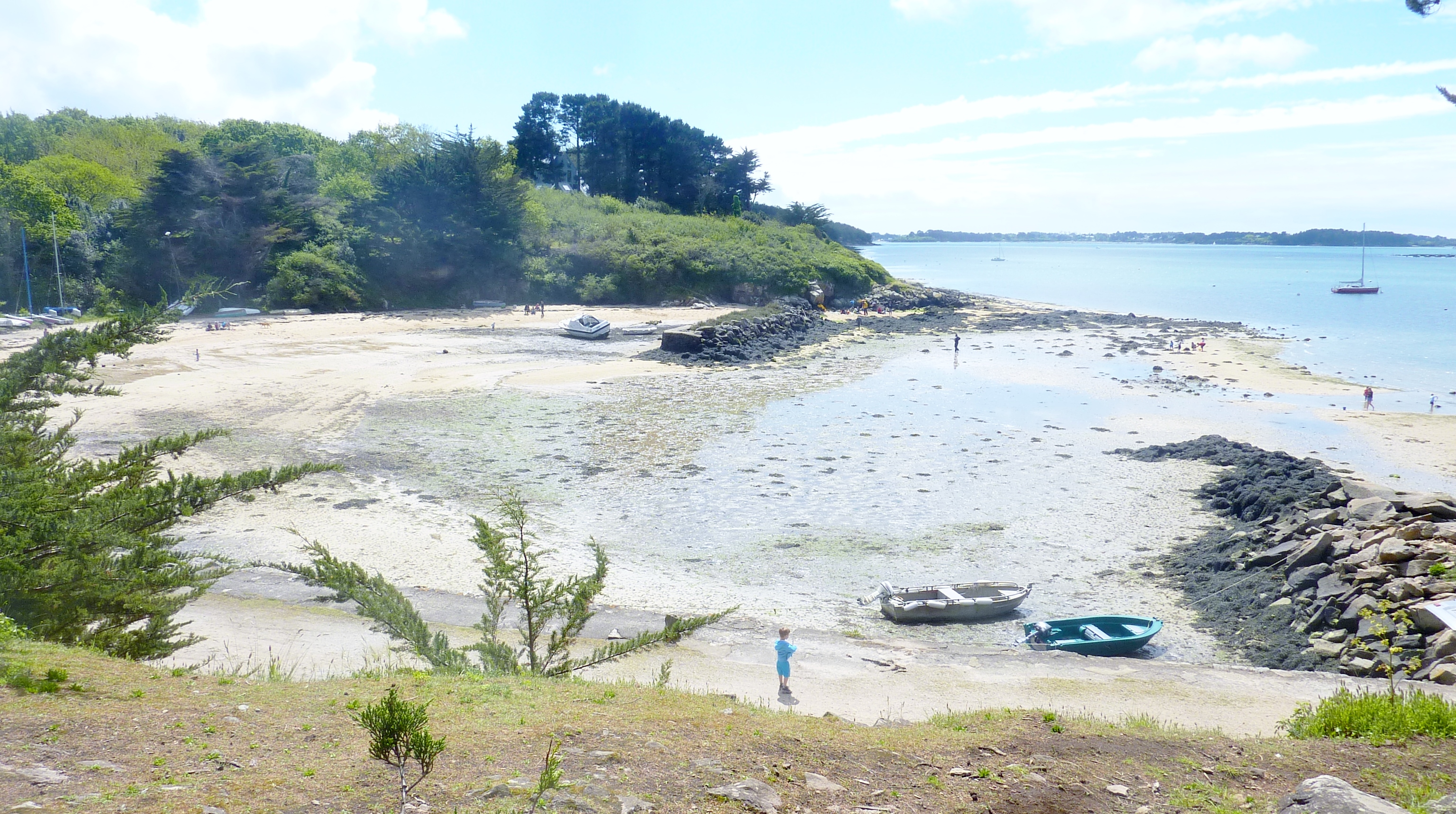
La plage du Gored et les restes de l'ancien gored (barrage à poisson).
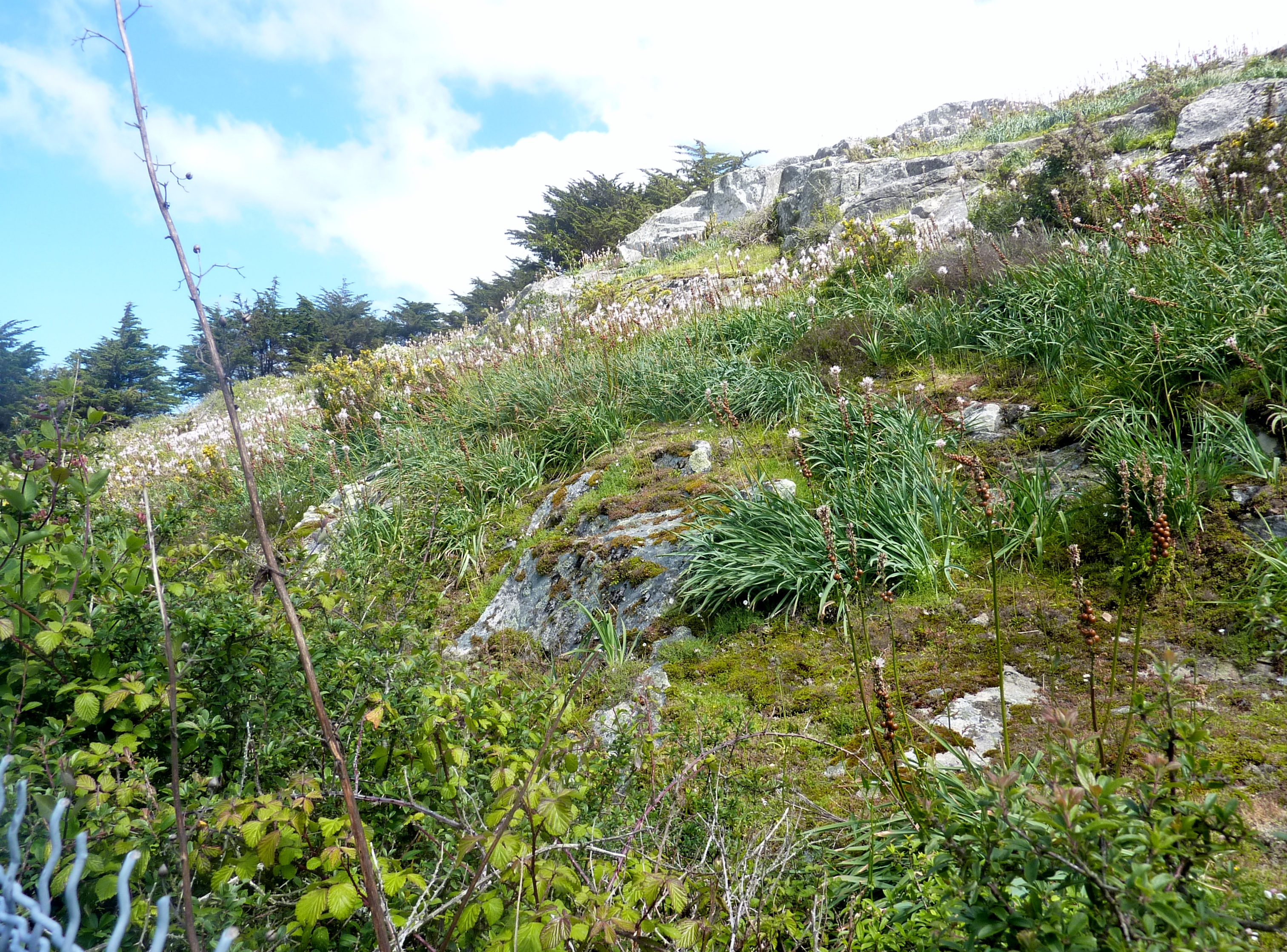
Les falaises d'Er Boglieux.
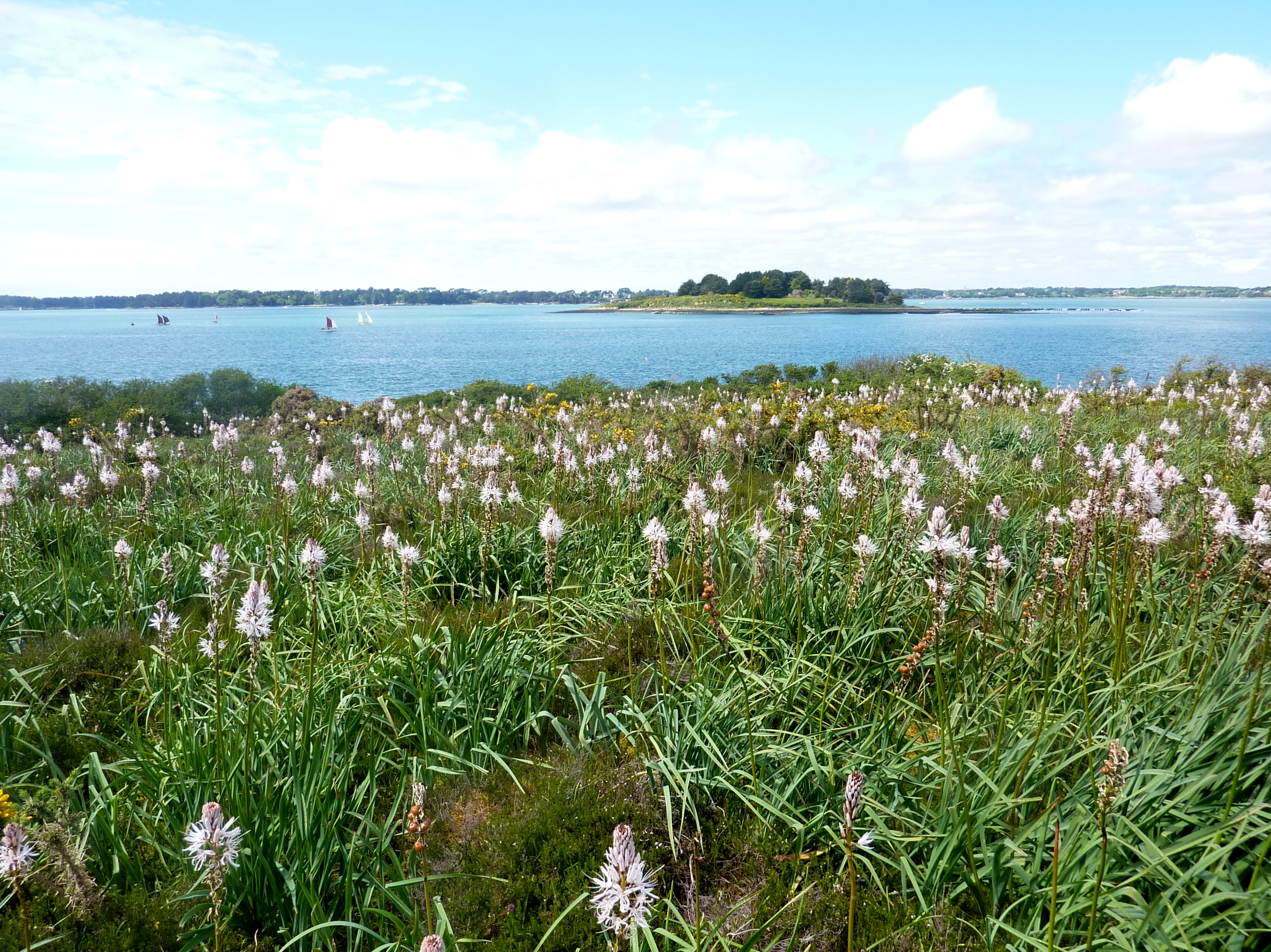
Asphodèles d'Arrondeau en fleur près d'Er Boglieux ; à l'arrière-plan l'île Creïzic.
La pointe du Nioul et le port Diahuen.
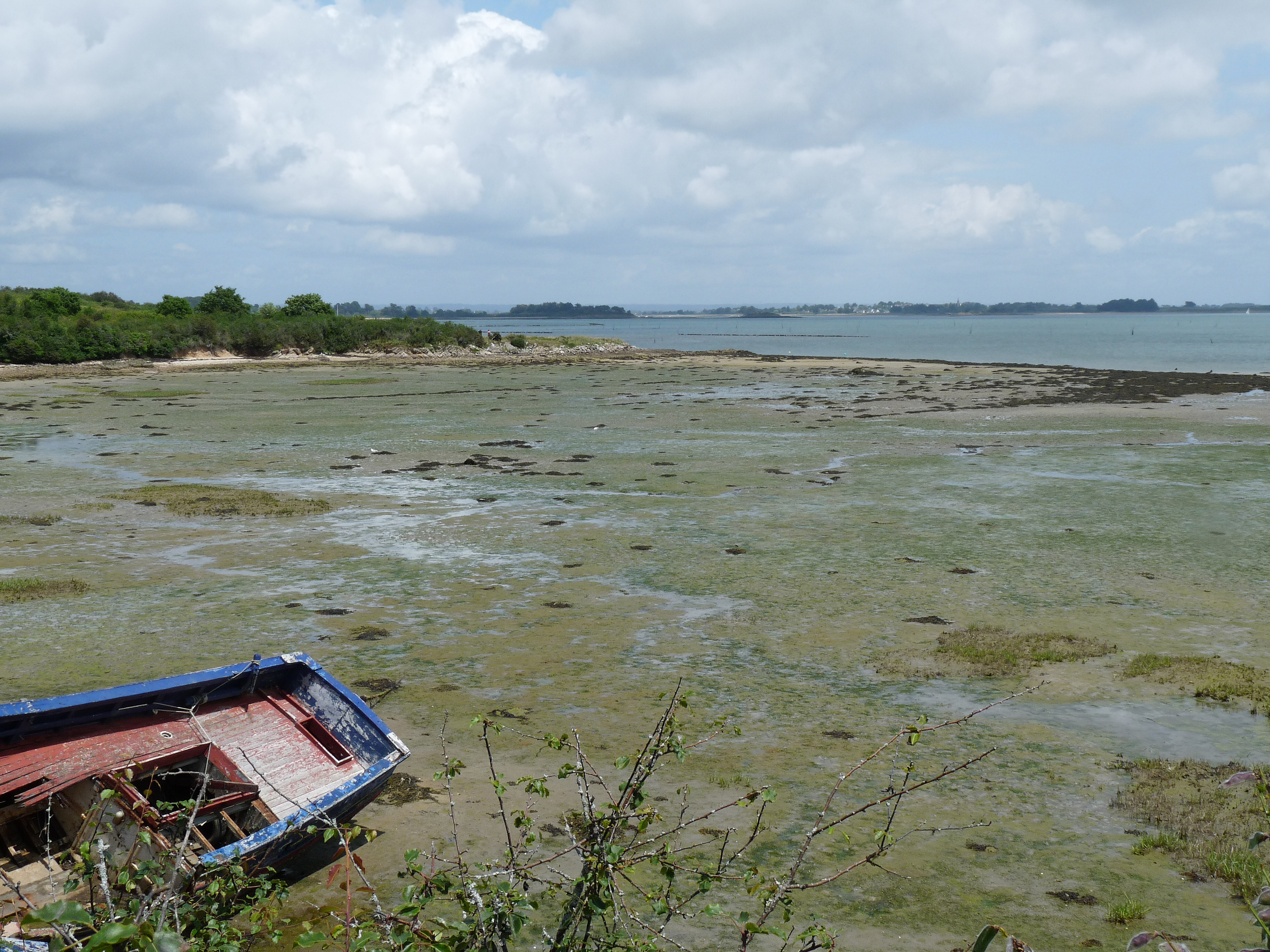
L'anse du Guip.
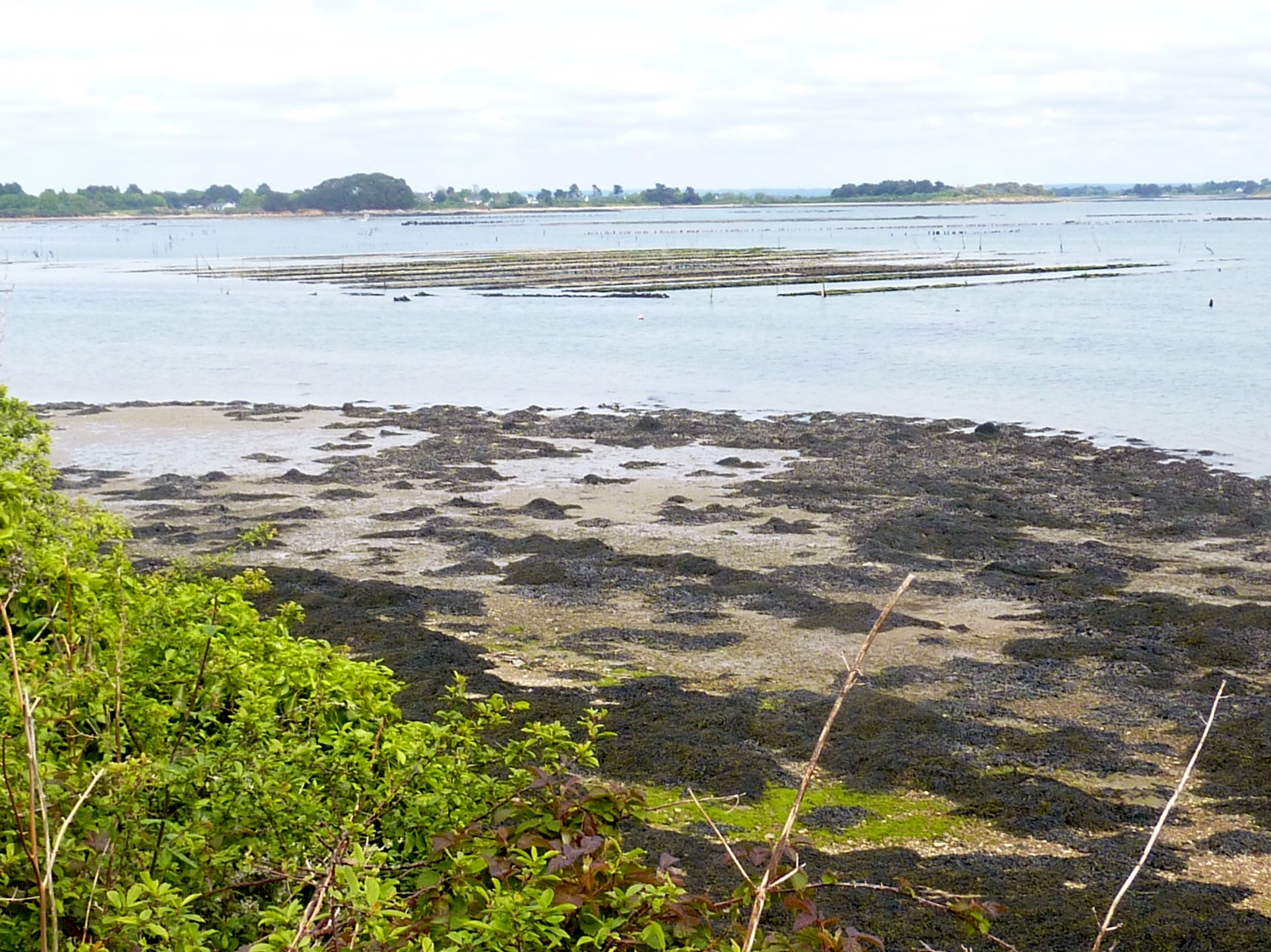
Parcs à huîtres sur la côte est près de Kerno.

L'étroitesse de l'île explique l'absence de tout réseau hydrographique notable. L'Île-aux-Moines est essentiellement granitique, son granite a été exploité et a servi par exemple pour certaines constructions de la ville de Vannes.
Des îles annexes dépendent de l'Île-aux-Moines : l'île Creïzic au sud-ouest, l'île Holavre au nord-est, ainsi que les deux îlots dénommés « îles de Brouel » ; elles sont inhabitées de nos jours, l'île Creïzic ayant été habitée par le passé.

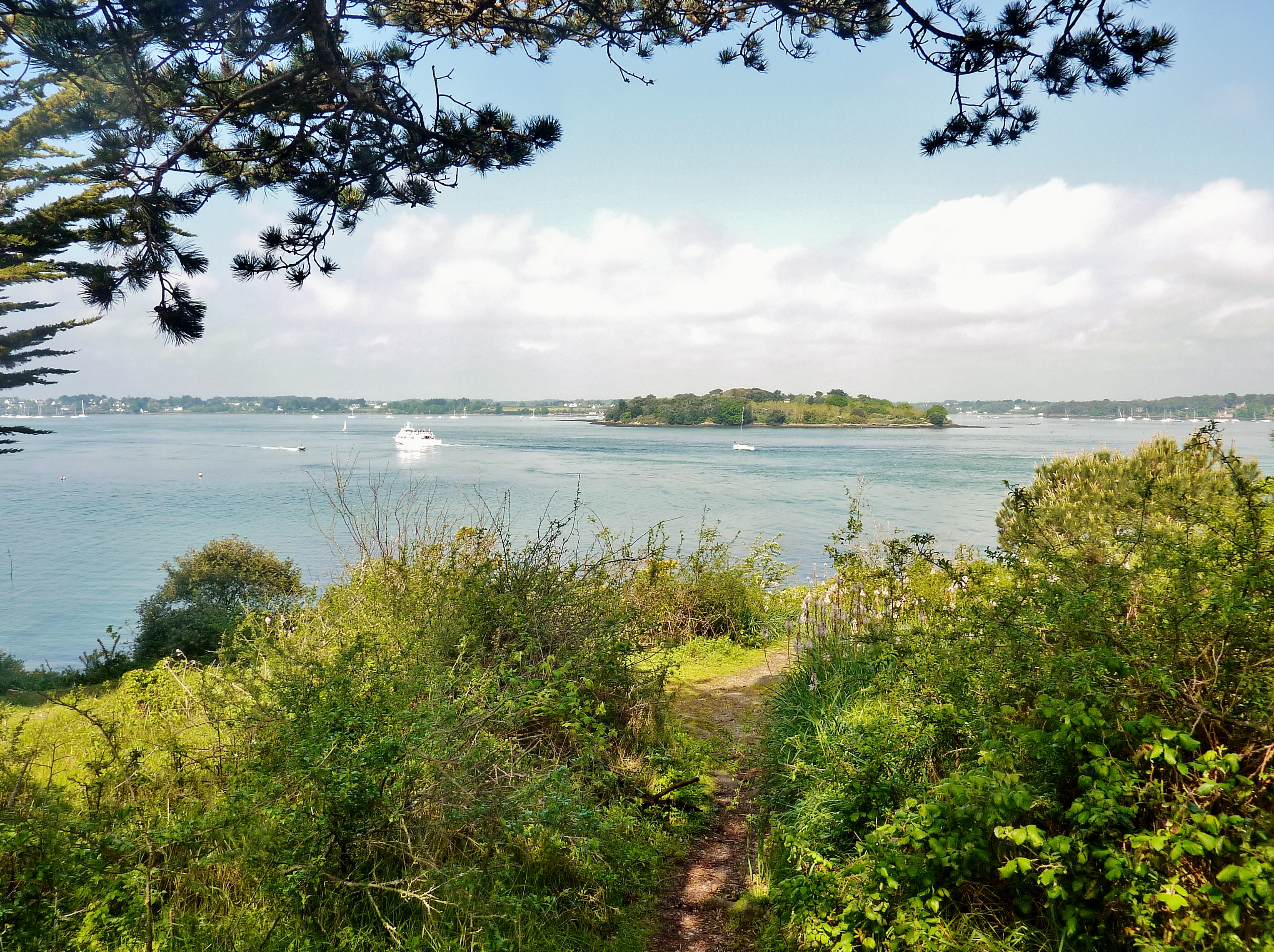
La pointe du Trec'h et, à l'arrière-plan, l'île Holavre.
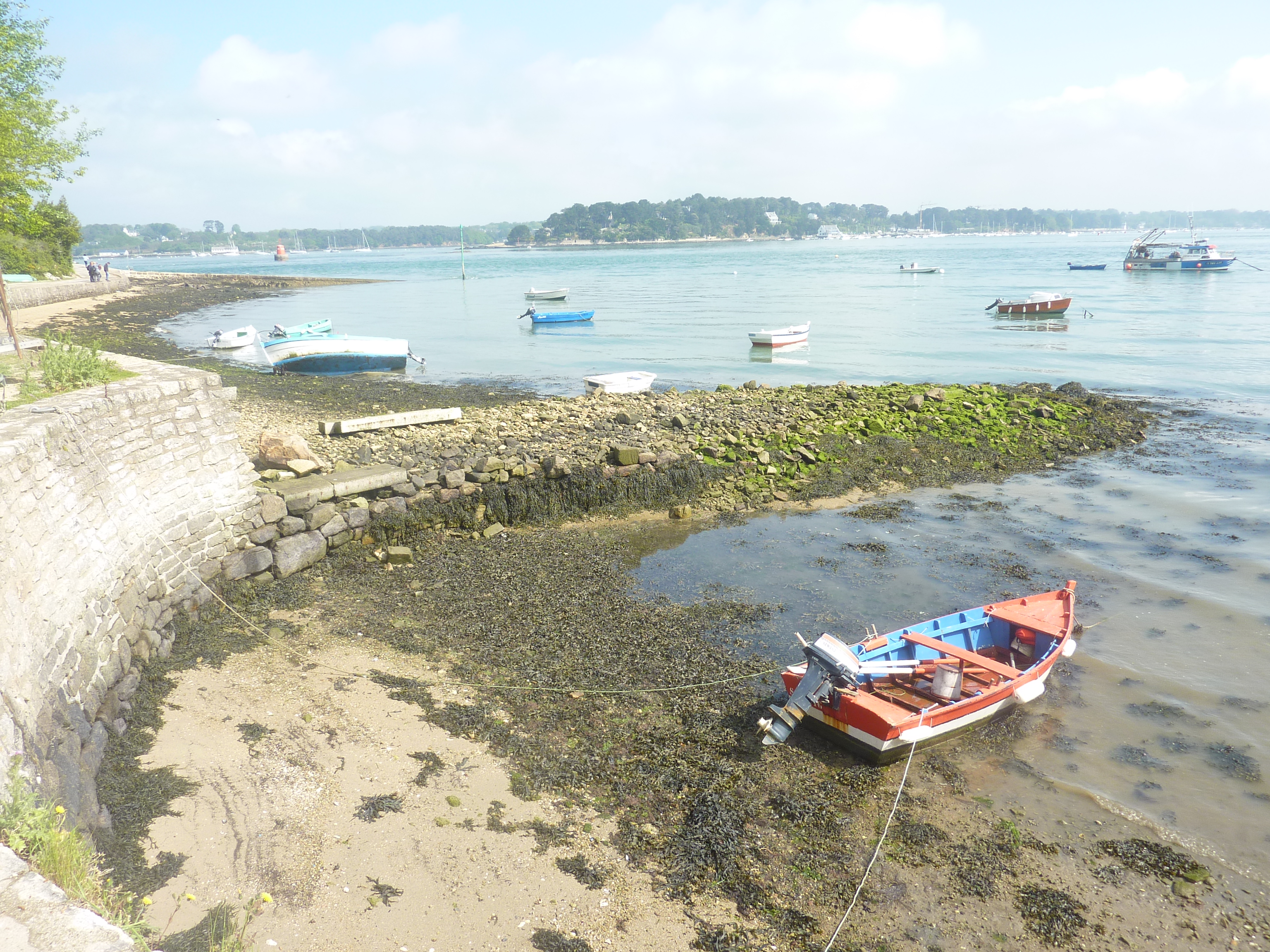
La pointe du Trec'h et, à l'arrière-plan, la pointe d'Arradon.
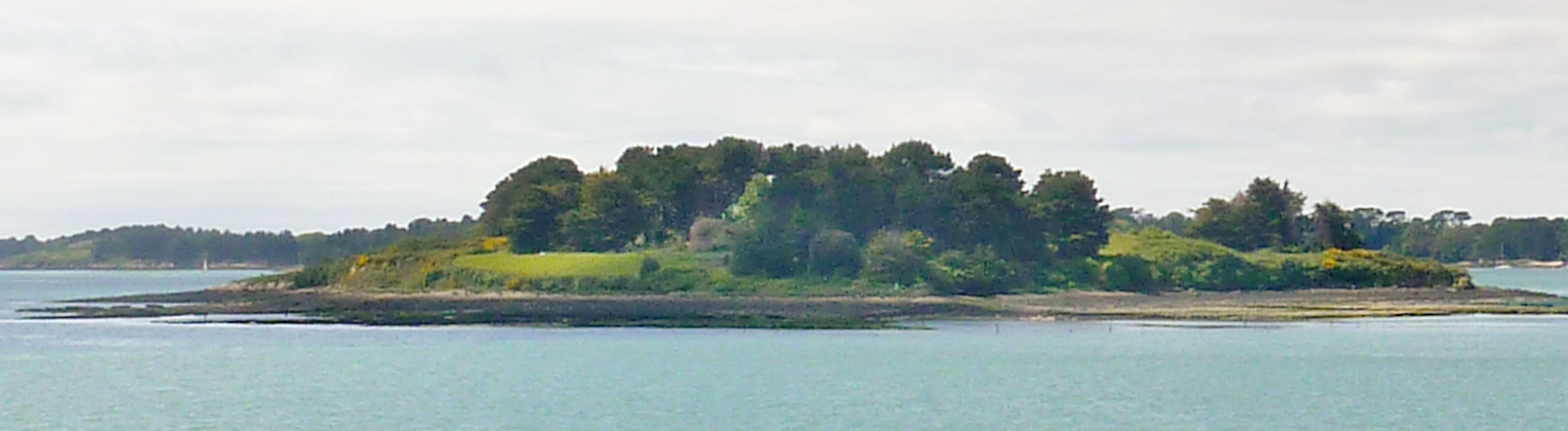
L'île Creïzic vue des environs d'Er Boglieux sur l'Île-aux-Moines.

### Habitat
Outre le bourg, plusieurs hameaux existaient traditionnellement, les principaux étant ceux de Kerscot, Kergantelec, Kergonan, Locmiquel et Kerno. Un habitat dispersé, souvent constitué en partie de résidences secondaires (72,3 % des logements en 2020), a essaimé dans une bonne partie de l'île depuis les années 1960, seules la branche orientale (de Brouel) et le sud de la branche méridionale (celle allant à la pointe de Nioul et à la pointe annexe de Brannec) ont en partie échappé à cette rurbanisation qui a transformé les paysages de l'île.

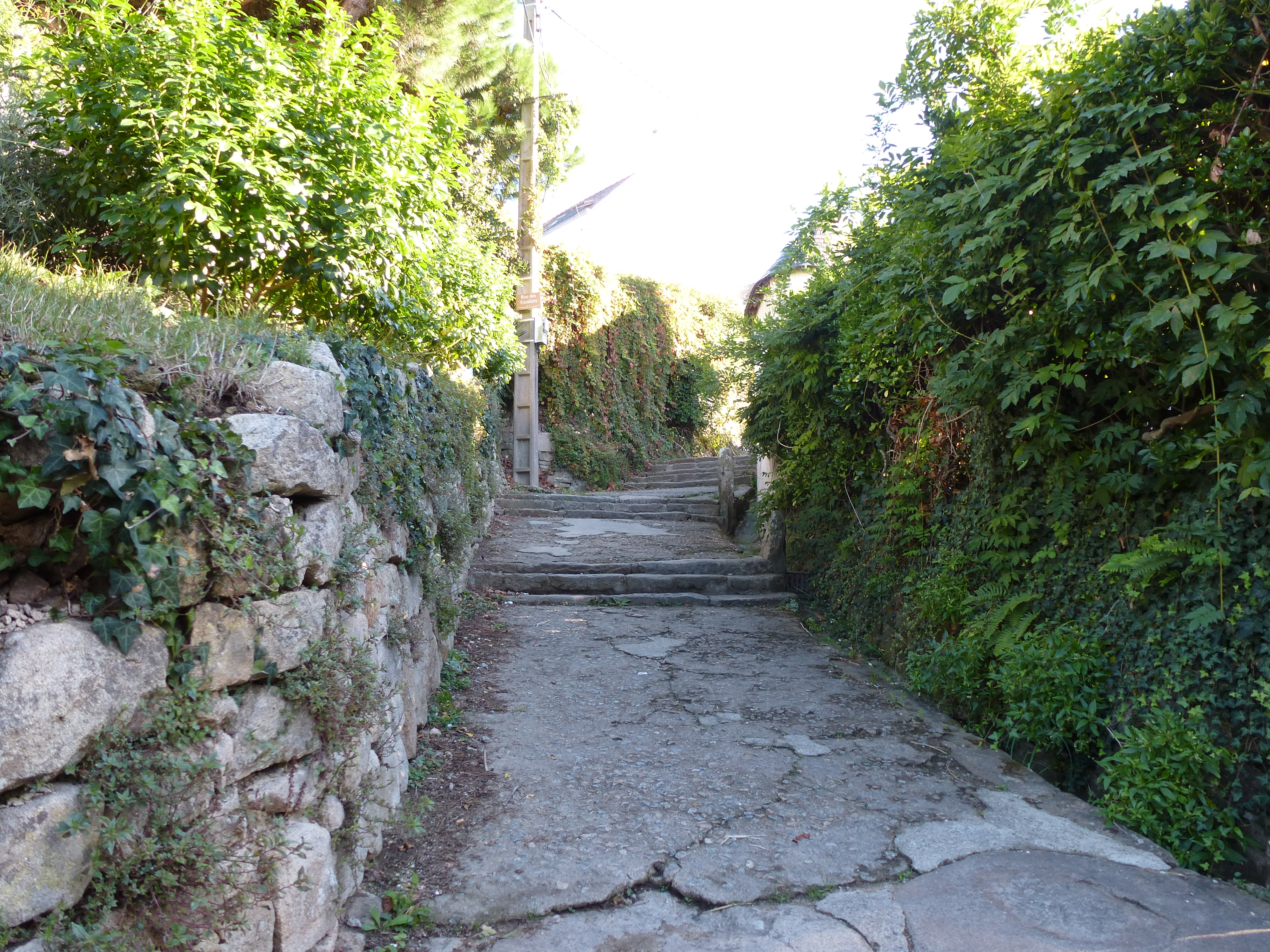
Une ruelle du bourg.
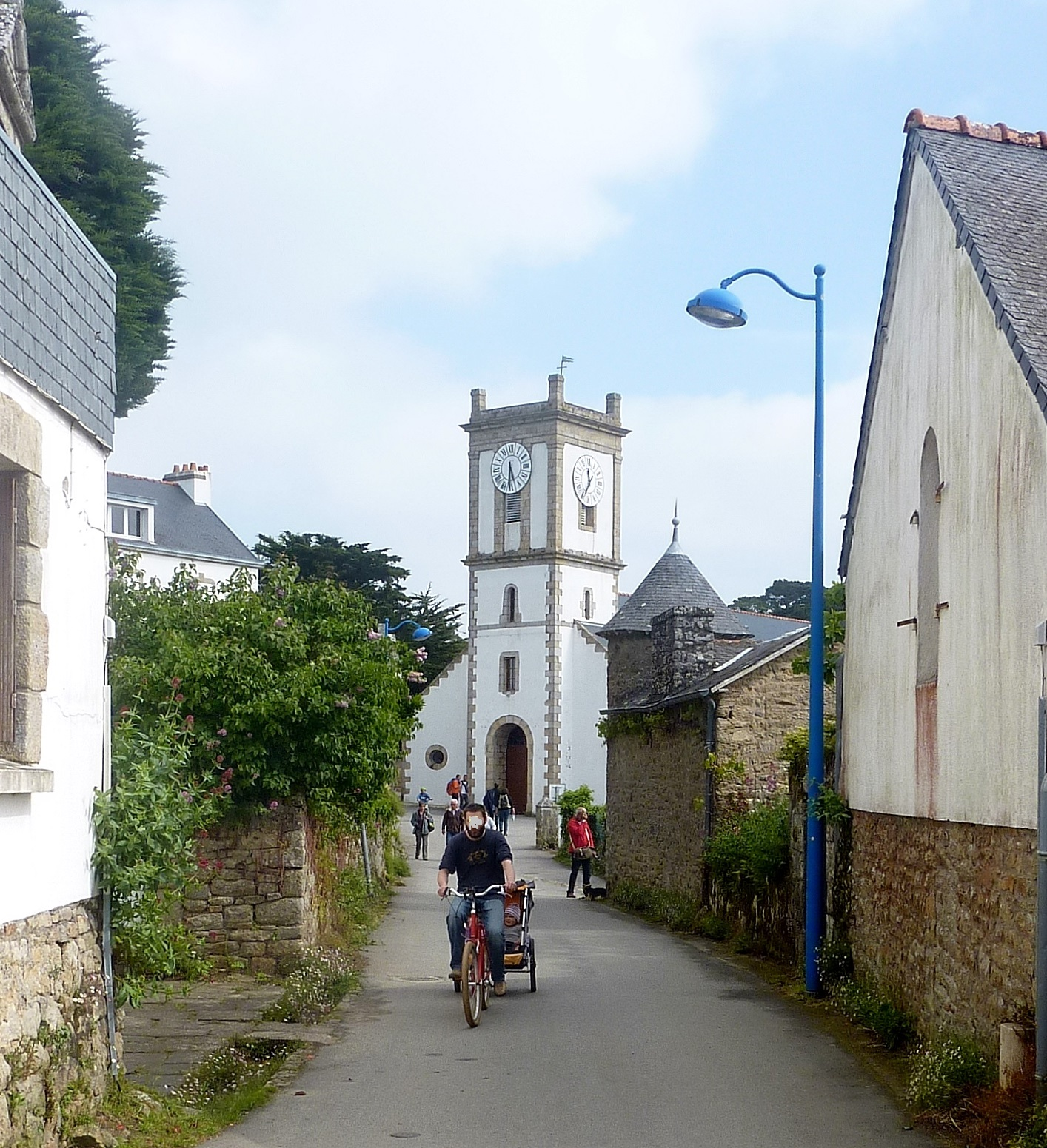
La rue du bourg menant à l'église paroissiale.

### Transports
Le réseau viaire de l'île est composé de routes secondaires, souvent peu larges, que seuls les modes doux ou les véhicules autorisés par la mairie peuvent emprunter.
Contrairement à l'Île d'Arz voisine, les liaisons entre l'Île aux Moines et le continent ne font l'objet d'aucune délégation de service public. Elles desservent toutes le port du Lério à l'ouest de l'île. La principale liaison, vers Port-Blanc à Baden (situé juste en face), fonctionne à l'année sans subvention. Elle est exploitée par la compagnie privée Izenah Croisières, issue du regroupement de plusieurs familles de passeurs en 1989. Les 400 m de la traversée sont parcourus en 5 minutes. Le transport des véhicules de moins de 3,5 tonnes est possible les matins de semaine, uniquement sur réservation et sur autorisation de la mairie.
D'autres liaisons sont proposées en saison touristique uniquement :
- au nord, vers la gare maritime de Vannes[8] ;
- à l'ouest, vers Larmor-Baden (cale de Pen Lanic)[9] ou Locmariaquer (cale du Guilvin)[10] ;
- au sud, vers Arzon (Port-Navalo[11],[12] ou cale de Bilouris à Kerners[13]).

Le port d'Arradon fut autrefois le principal point d'accès à l'île (côté pointe du Trec'h), avant d'être détrôné par Port-Blanc. Des liaisons entre le port du Lério et Arradon ont été proposées par la compagnie Izenah en 2014 et en 2022 mais n'ont pas été pérennisées.

### Écologie
Le Conservatoire du littoral a acquis en 1980 la pointe méridionale de l'île, la pointe de Penhap qui est gérée par la commune.

### Hydrographie
Pour un article plus général, voir Réseau hydrographique du Morbihan.
La commune est située dans le bassin Loire-Bretagne. Elle n'est drainée par aucun cours d'eau,.

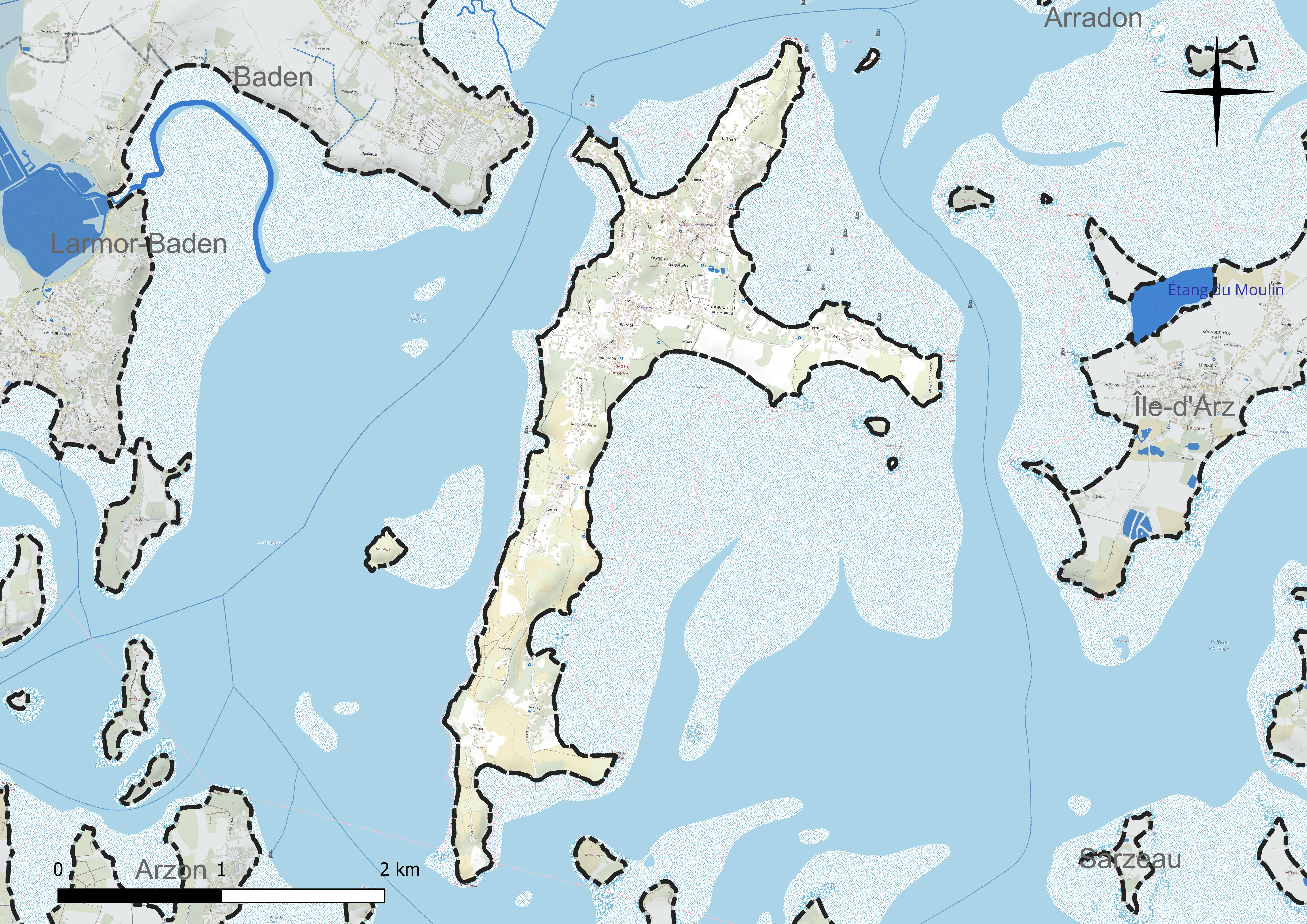
Réseau hydrographique d'Île-aux-Moines.

### Climat
Pour des articles plus généraux, voir Climat de la Bretagne et Climat du Morbihan.
En 2010, le climat de la commune est de type climat océanique franc, selon une étude du CNRS s'appuyant sur une série de données couvrant la période 1971-2000. En 2020, Météo-France publie une typologie des climats de la France métropolitaine dans laquelle la commune est exposée à un climat océanique et est dans la région climatique  Bretagne orientale et méridionale, Pays nantais, Vendée, caractérisée par une faible pluviométrie en été et une bonne insolation. Parallèlement l'observatoire de l'environnement en Bretagne publie en 2020 un zonage climatique de la région Bretagne, s'appuyant sur des données de Météo-France de 2009. La commune est, selon ce zonage, dans la zone « Littoral doux », exposée à un climat venté avec des étés cléments.  
Pour la période 1971-2000, la température annuelle moyenne est de 12,1 °C, avec une amplitude thermique annuelle de 11,8 °C. Le cumul annuel moyen de précipitations est de 775 mm, avec 12,7 jours de précipitations en janvier et 6,2 jours en juillet. Pour la période 1991-2020, la température moyenne annuelle observée sur la station météorologique la plus proche, située sur la commune de Larmor-Baden à 4 km à vol d'oiseau, est de 12,8 °C et le cumul annuel moyen de précipitations est de 872,2 mm,. Pour l'avenir, les paramètres climatiques de la commune estimés pour 2050 selon différents scénarios d’émission de gaz à effet de serre sont consultables sur un site dédié publié par Météo-France en novembre 2022.

## Urbanisme

### Typologie
Au 1er janvier 2024, Île-aux-Moines est catégorisée commune rurale à habitat dispersé, selon la nouvelle grille communale de densité à sept niveaux définie par l'Insee en 2022.
Elle est située hors unité urbaine et hors attraction des villes,.
La commune, bordée par l'océan Atlantique, est également une commune littorale au sens de la loi du 3 janvier 1986, dite loi littoral. Des dispositions spécifiques d’urbanisme s’y appliquent dès lors afin de préserver les espaces naturels, les sites, les paysages et l’équilibre écologique du littoral, tel le principe d'inconstructibilité, en dehors des espaces urbanisés, sur la bande littorale des 100 mètres, ou plus si le plan local d’urbanisme le prévoit.

### Occupation des sols
L'occupation des sols de la commune, telle qu'elle ressort de la base de données européenne d’occupation biophysique des sols Corine Land Cover (CLC), est marquée par l'importance des forêts et milieux semi-naturels (38,3 % en 2018), en augmentation par rapport à 1990 (34,5 %). La répartition détaillée en 2018 est la suivante : 
milieux à végétation arbustive et/ou herbacée (38,3 %), zones urbanisées (25,8 %), zones agricoles hétérogènes (20,6 %), prairies (13,2 %), zones humides côtières (1,7 %), eaux maritimes (0,4 %). L'évolution de l’occupation des sols de la commune et de ses infrastructures peut être observée sur les différentes représentations cartographiques du territoire : la carte de Cassini (XVIIIe siècle), la carte d'état-major (1820-1866) et les cartes ou photos aériennes de l'IGN pour la période actuelle (1950 à aujourd'hui).

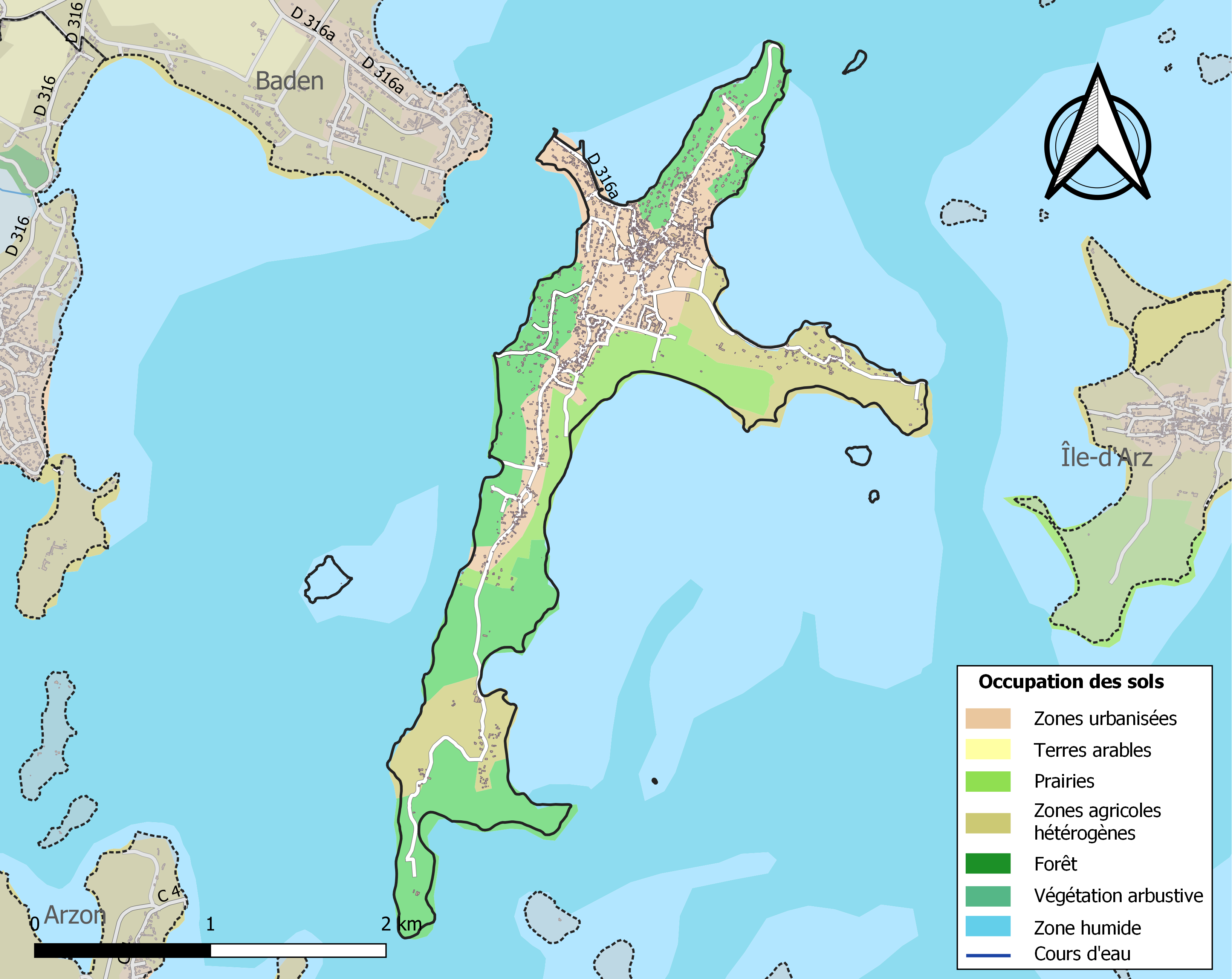
Carte des infrastructures et de l'occupation des sols de la commune en 2018 (CLC).

## Histoire

### Préhistoire et Antiquité
L'Île-aux-Moines est habitée depuis l'époque néolithique comme l'attestent les dolmens encore visibles ainsi que d'autres vestiges.
La première mention de l'existence du cromlech de Kergonan date de 1827 et il est classé monument historique dès 1862 ; il subsiste 24 des 36 menhirs décomptés en 1877 ; ils forment désormais une enceinte en forme de fer à cheval (96 m d’ouverture et 70 m de profondeur) ; le plus grand est surnommé « Le Moine » car son aspect le fait un peu ressembler à un moine. En 1923 Zacharie Le Rouzic observe qu'une hache est gravée sur l'un des menhirs.

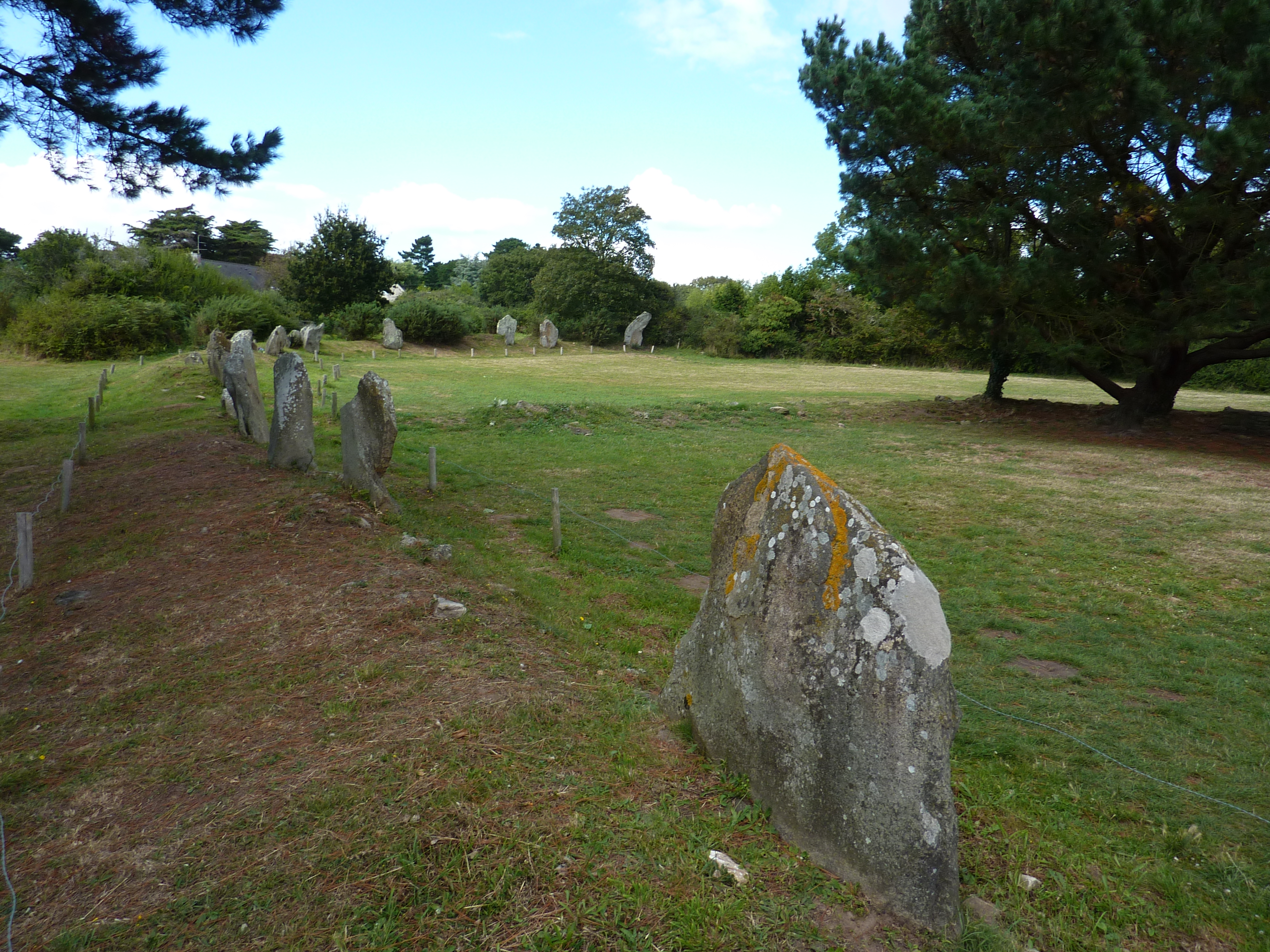
Le cromlech de Kergonan.
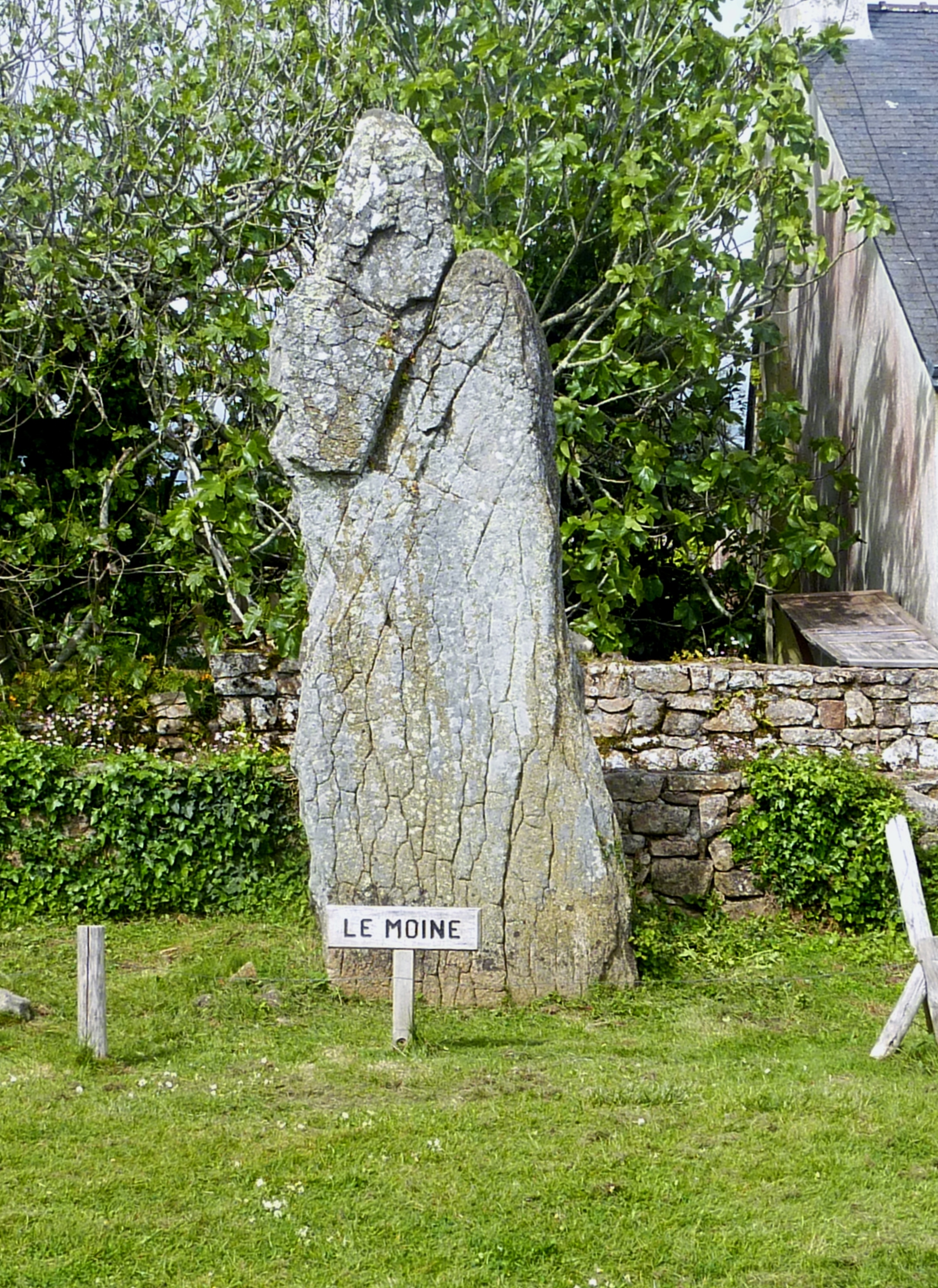
Cromlech de Kergonan, le menhir "Le moine".

René Merlet a montré en 1929 que le cromlech de Kergonan forme un ensemble avec celui d'Er Lannic : pour un observateur situé à Er Lannic le soleil lors du solstice d'été se lève exactement sur une ligne passant par la pointe d'un des menhirs de Kergonan (intégré depuis 1825 dans une maison) et le centre de l'ellipse que forme le cromlech de Kergonan. René Merlet a aussi dressé un plan très précis du monument et daté le cromlech entre mai et mars avant notre ère.
Deux dolmens à couloir se trouvent l'un à Kerno, l'autre à Penhap ; deux petits dolmens sont situés côte à côte à Pen Nioul. Benjamin Girard écrit en 1889 qu'à Penhap « il n'y a pas plus d'un demi-siècle (...) on pouvait voir une ligne de tumulus dont le plus oriental était surmonté d'un menhir. Cette rangée de tombelles était précédée d'un très beau dolmen. (...) Les tumulus ont été rasés, le menhir a été employé à fermer l'entrée d'un champ ; le dolmen seul est resté ».

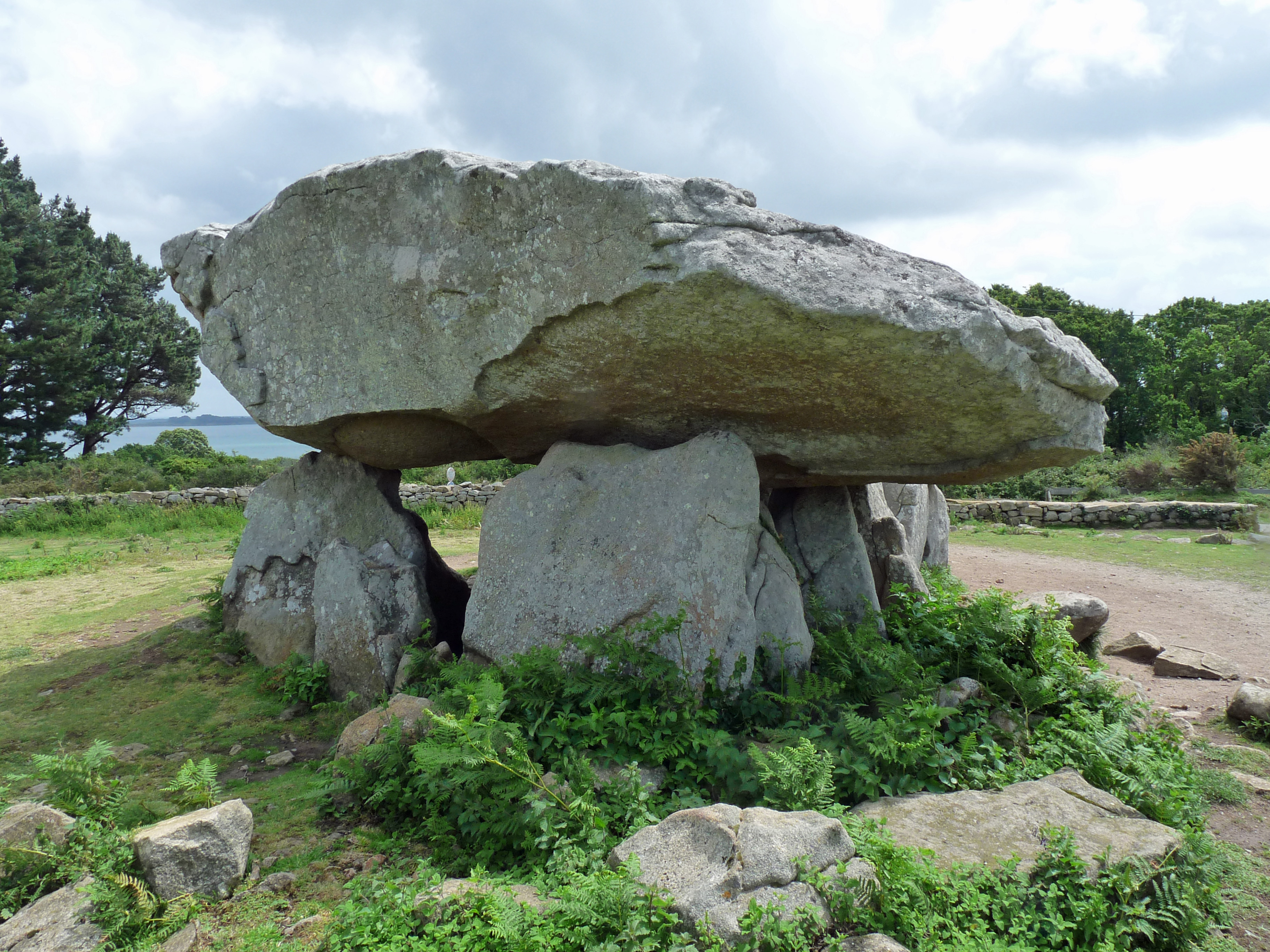
Le dolmen de Penhap 1.
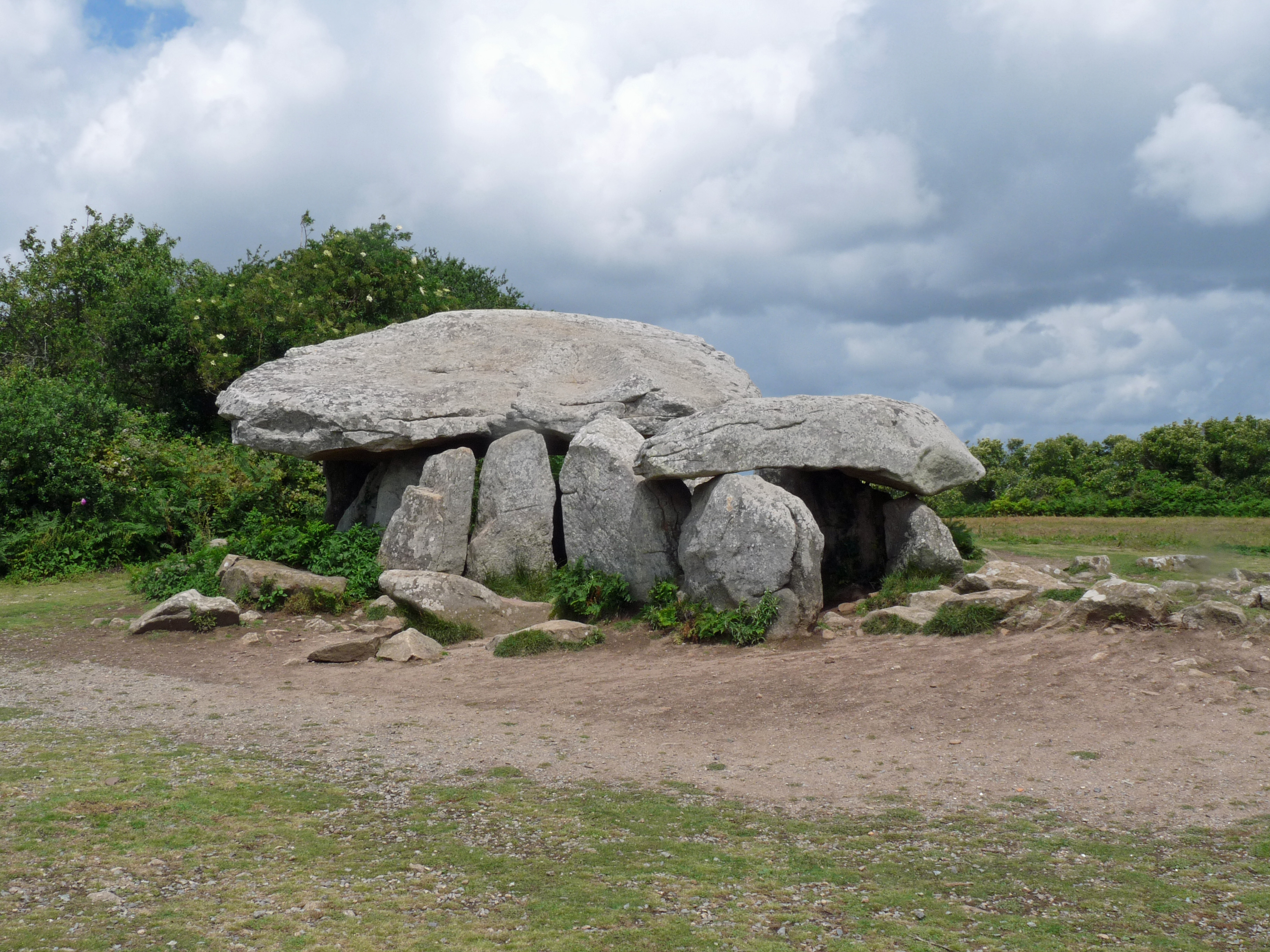
Le dolmen de Penhap 2.

Des traces d'occupation à l'époque gallo-romaine ont également été découvertes au bourg.

### Moyen-Âge
L'Île-aux-Moines est issue, comme sa paroisse-mère Arradon, d'un démembrement de la paroisse de Ploeren.

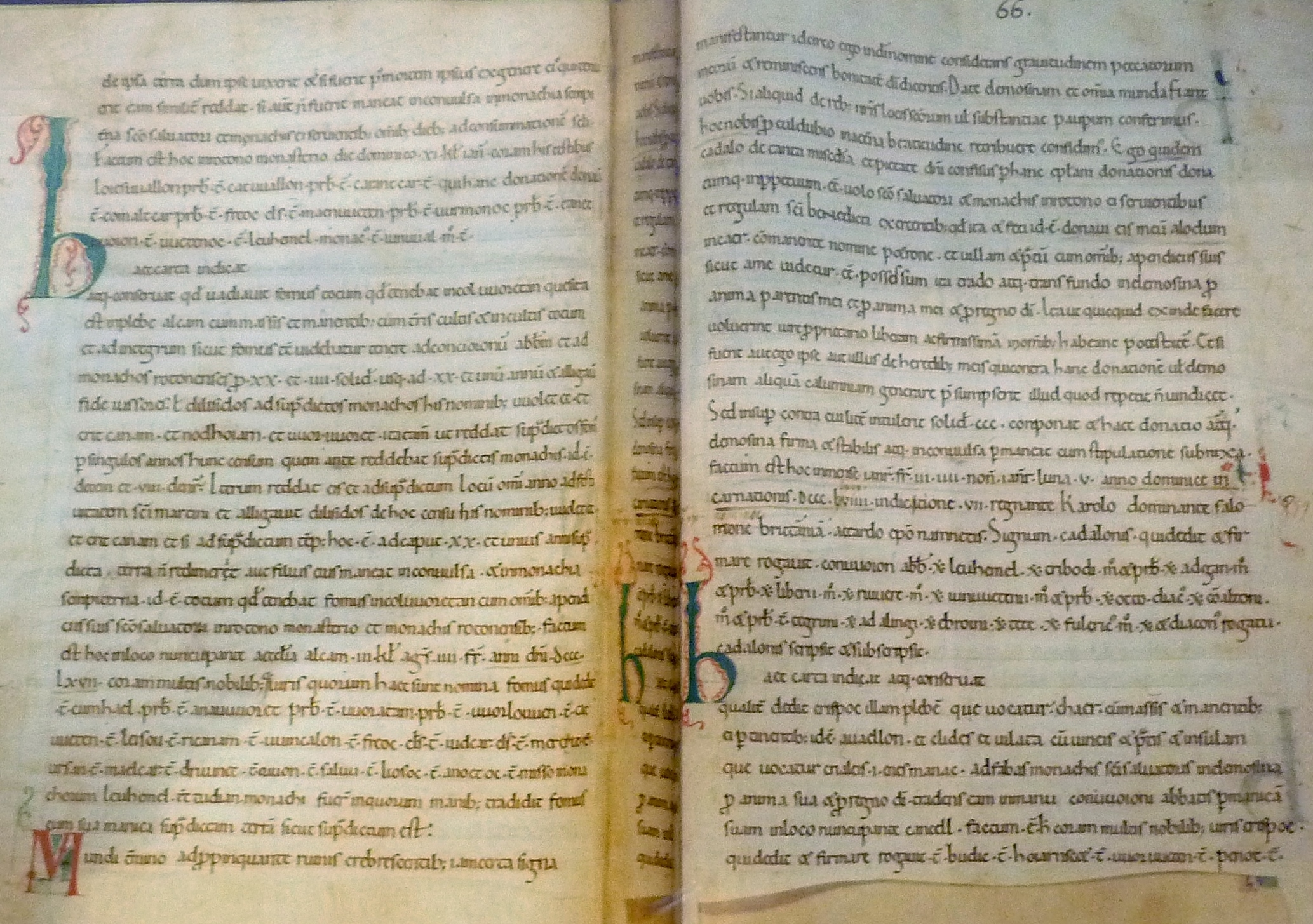
Les pages du cartulaire de Redon dans lesquelles il est fait mention pour la première fois de l'Île-aux-Moines lors du don de l'île fait par Erispoë à l'abbaye Saint-Sauveur de Redon.

Une boîte en fer cachée dans un muret de pierres sèches et contenant des pièces de Louis le Débonnaire (mort en 840) fut découverte en 1904 à Kerscot.
En 854 (ou du moins entre juillet 851 et le 28 septembre 855), le roi de Bretagne Erispoë fit don de cette paroisse à Conwoion, fondateur de l'abbaye Saint-Sauveur de Redon (créée par son père, Nominoë). « Cette charte conserve et indique comment Erispoë donna la paroisse appelée Chaer, avec les tenues qui en dépendent et leurs colons, à savoir Avaellon, Clides et Villata, avec ses vignes et prairies, et l'île appelée Crialeis, c'est-à-dire Enesmanac, en fief aux moines de l'abbaye de Saint-Sauveur, en aumône pour son âme et pour le règne de Dieu. Il fit ce don en déposant son gant dans les mains de l'abbé Conwoïon à l'endroit appelé Cancell. Fait en présence de nombreux hommes nobles. Témoins : Erispoë, qui fit le don et ordonna de le confirmer, Budic, Hoiarnocet, Worveten, Penot, Pascweten, Festgen, le diacre Félix, le prêtre Meior, le seigneur Lothaire, le roi Charles régnant, Erispoë gouvernant la Bretagne, Courantgen étant évêque dans la cité de Vannes ».
L'île sert alors de grenier pour l'abbaye.
Après les invasions normandes du Xe siècle, l'île est rattachée à la paroisse d'Arradon.

### Temps modernes
En 1543, elle est érigée en trève, sous le nom de trève de Saint-Michel, dépendant de la paroisse d'Arradon ; Au XVIe siècle des fonts baptismaux sont érigés dans la chapelle tréviale Saint-Michel, évitant aux insulaires de devoir se rendre à Arradon pour les baptêmes.
Le premier manoir du Guéric est mentionné pour la première fois en 1532 ; il appartenait alors à Olivier d'Arradon et son épouse Louise de Quélen. En 1669 Henry Daviers, achète le manoir du Guéric, dit alors manoir Sainte-Anne. Selon A. Mreville et P Varin, une famille irlandaise immigrée en France lors de l'exode de Jacques II (probablement à la suite de la bataille de la Boyne en 1690) construisit la maison de campagne du Guéric, apportant avec elle deux statues de la Vierge Marie, dont une se trouve encore dans la chapelle du Guéric, l'autre étant transportée à Hennebont. Le château actuel aurait été construit par la famille Guillo du Bodan à la fin du XVIIIe siècle.

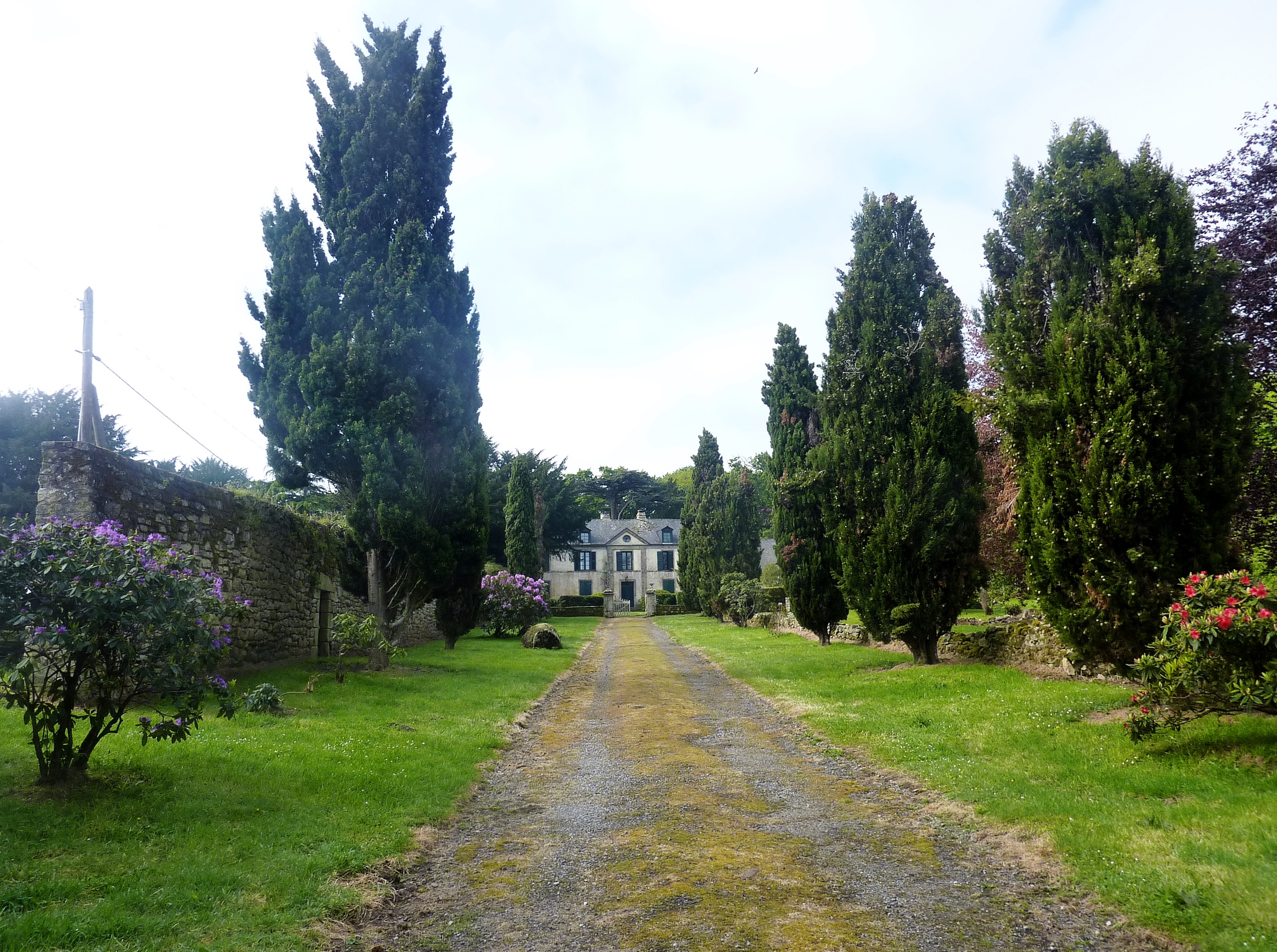
Manoir Sainte-Anne dit château du Guéric.
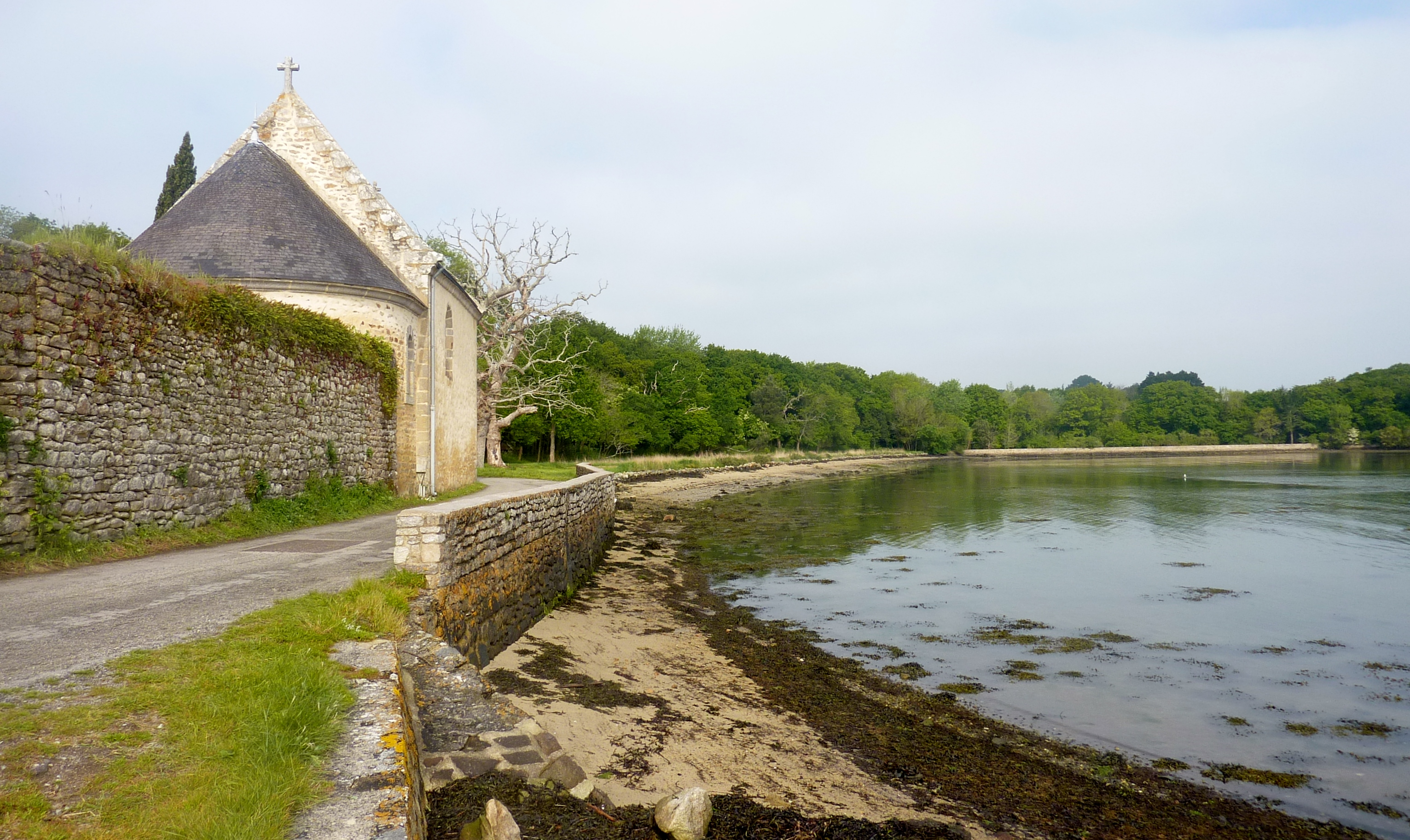
La chapelle Sainte-Anne et l'anse du Guéric.
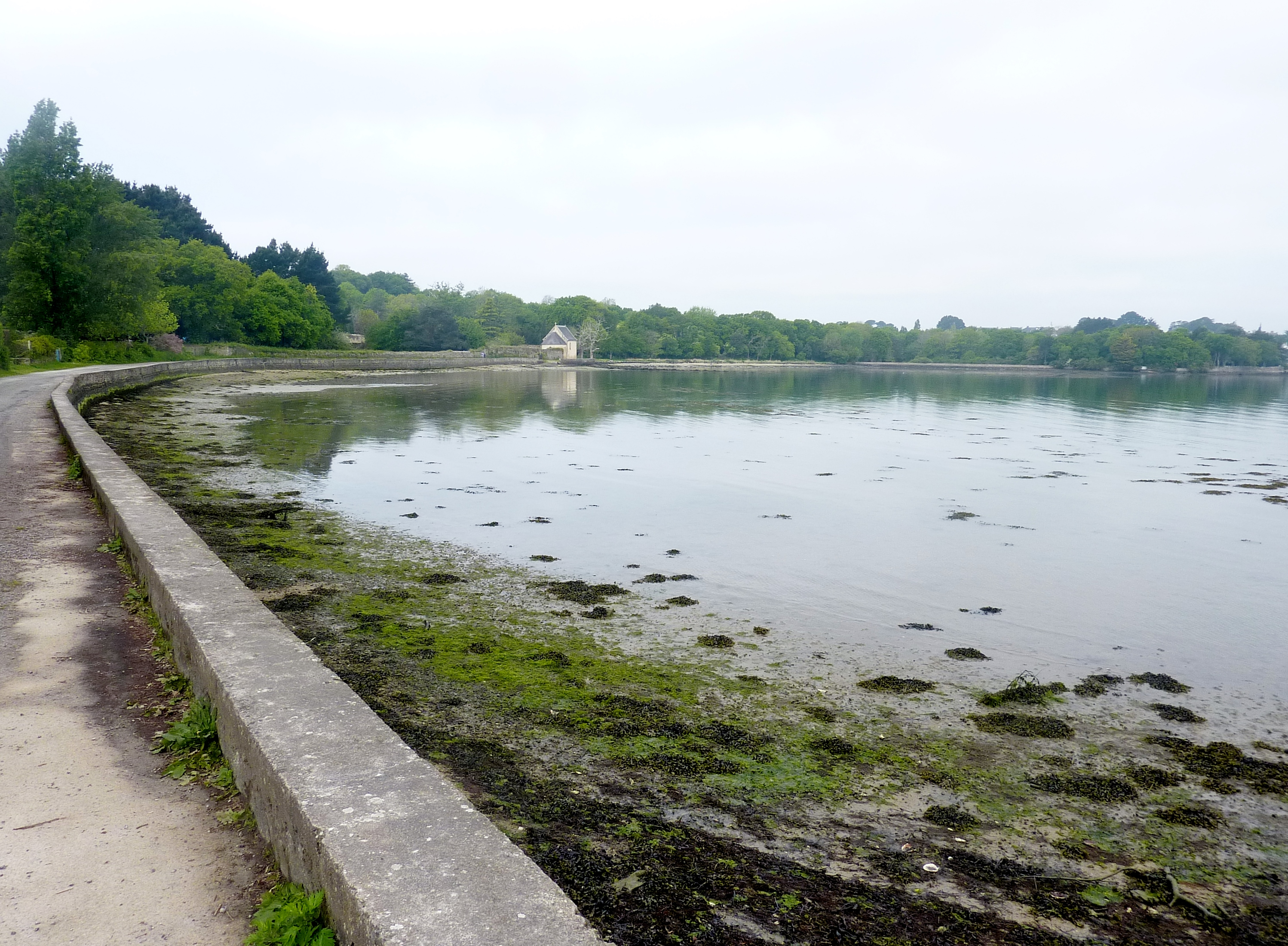
L'anse et la chapelle Sainte-Anne du Guéric.

Jean-Baptiste Ogée décrit ainsi l'Île aux Moines en 1778 :

« Isle-aux-Moines : dans le Morbihan. C'est une trève de la paroisse d'Arradon, à deux lieues au sud-ouest de Vannes, son évêché & sa subdélégation & à 22 lieues & demie de Rennes. On y compte 120 communiants, »

### Révolution française
En 1792, elle devient une commune sous le nom francisé d’Isle-aux-Moines. Au cours de la Révolution française, la commune porta provisoirement le nom d’Isle-du-Morbihan.

### LeXIXesiècle
L'église paroissiale Saint-Michel est construite en 1802 ; elle a été agrandie à trois reprises par la suite en 1871, 1902 et 1931.
Un décret de 1829 décide que « les pilotes de Locmariaquer et de Port-Navalo feront à tour de rôle l'entrée des bâtiments [dans le Golfe du Morbihan] jusqu'à destination ; ceux de l'île aux Moines et de l'île d'Ars feront aussi, à tour de rôle, la sortie des bâtiments ».
A. Marteville et P. Varin, continuateurs d'Ogée, décrivent ainsi l'Île-aux-Moines en 1843 :

« Île-aux-Moines (sous l'invocation de saint Michel): commune formée de l'ancienne trève d'Arradon, aujourd'hui succursale ; syndicat des gens de mer ; lieutenance d'ordre des douanes.Principaux villages : Penhap, Corniguel, le Reste, Grahic, Kergonan, Grohel, Kerbosec, Grin-Huel, Guern-Hué. Superficie totale : 315 hectares dont (...) terres labourables 138 ha, prés et pâturages 65 ha, vergers et jardins 3 ha, étangs et abreuvoirs 4 ha, landes et incultes 85 ha. ...) L'Île-aux-Moines, en breton Izénah,  est (...) divisée en trois parties, ce sont Creïzic à l'ouest (...), Holavre, enfin l'île elle-même. (...) Cette île est la plus belle de toutes celles du Morbihan ; nul paysage n'est plus varié que ses côtes, tantôt sauvages, tantôt verdoyantes, que ses collines et ses vallons., et rien ne respire l'aisance et le bonheur comme ses habitations. Le bourg, situé dans la partie nord de l'île, est formé par une irrégulière agglomération de maisons ; le centre se nomme Luruec; la partie nord le Bundo ; la partie sud Guergantelec. Au nord-ouest est le port, qui a reçu le nom de Lerio ; c'est un hâvre bien abrité. L'église est moderne, la tour est de 1836. Le sol de l'île a généralement peu de profondeur et repose sur le granite, qui perce de distance en distance. Ce granite est recherché par les constructeurs. (...) On parle le breton, dialecte de Vannes. »

Citant Amédée de Francheville, les mêmes auteurs indiquent que « la principale production de l'île est le gros froment », qu'« on y cultive aussi le lin, le chanvre, le mil et les légumes. On y trouve quelques arpents de vignes qui produisent un vin blanc d'une faible qualité », que « les hommes y sont presque tous marins » et qu'on y compte 93 navires « dont 7 trois-mâts, 17 bricks, 3 goélettes, 10 lougres et 56 chasse-marées » dont beaucoup ont été construits sur les chantiers établis au port du Lério.
« À l'île-aux-Moines se tenait une "foire aux mariages", un dimanche après vêpres sur la jetée du port. Des jeunes marins qui étaient assis sur le parapet regardaient les jeunes filles qui passaient et repassaient, vêtues de leurs plus beaux costumes et de leurs superbes tabliers, marchant les yeux baissés (...). Le marin, lorsqu'il en voyait une qui lui plaisait (...) descendait et s'avançait vers elle ».
En 1887 une délégation des royalistes de Vannes, d'Arradon, de Plescop, de Sarzeau, de Theix, de l'Île-aux-Moines et de Saint-Avé se rendit à Jersey afin d'y rencontrer le comte de Paris qui y était en exil.
Le journal Le Constitutionnel fait en 1888 référence à une brochure du docteur J.-J. Mauricet, qui exerça la médecine sur l'île pendant une cinquantaine d'années et en publie un assez long extrait. Il décrit notamment le pardon de la Saint-Michel, « fête religieuse qui réunit toutes les familles, qui appelle dans l'île les dignitaires du clergé, les amis intimes et une foule de curieux. Elle se termine par des repas où figure, sur toutes les tables, un gâteau national désigné sous le nom de fard » ; l'auteur écrit aussi que beaucoup des enfants sont orphelins de père, mais « l'Océan, qui a déjà englouti le père, n'en a pas moins pour le fils un attrait irrésistible (..) ; il est vrai que ces hommes énergiques ont été élevées par des femmes exemplaires », presque toutes vêtues de noir en raison des deuils.
Un décret du 16 août 1888 du préfet du Morbihan laïcise l'école congréganiste des garçons  de l'Île-aux-Moines.
En 1889 Benjamin Girard écrit qu'à l'Île-aux-Moines « la population est en général aisée ; les hommes sont presque tous marins. L'île fournit un grand nombre de capitaines au long-cours et de maîtres au cabotage ».

### LeXXesiècle

#### La Belle Époque

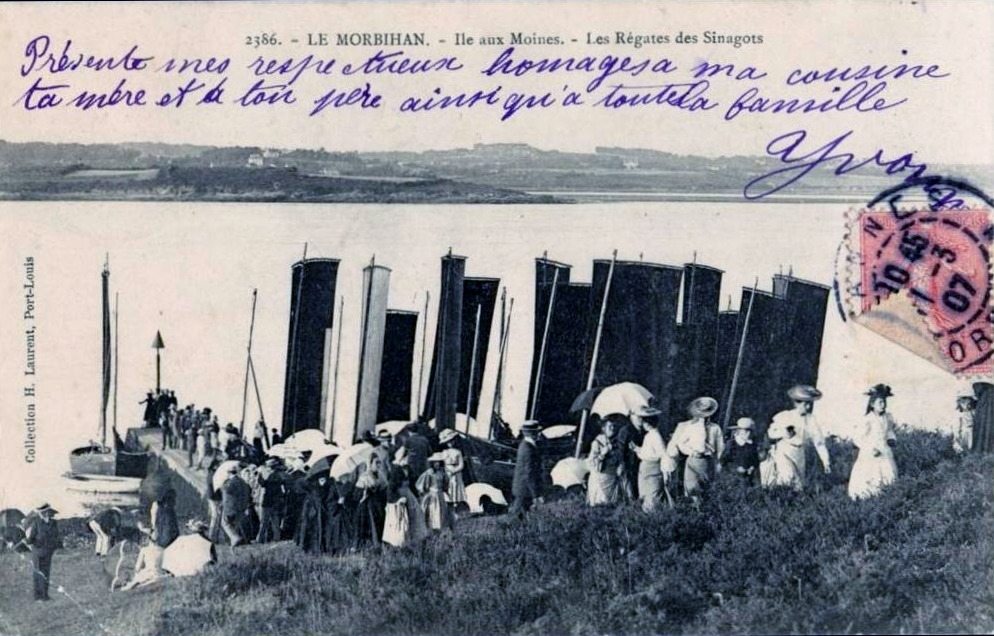
Les régates des sinagots (carte postale Henri Laurent, 1907).

En 1901 le docteur Motel, d'Arradon, demande l'adoption d'un tarif spécial pour ses visites à l'Île-aux-Moines en raison du « retard résultant du passage par eau et du défaut de moyens de communications dans l'intérieur de l'île ».
En 1912 Charles Géniaux décrit l'île-aux-Moines, écrivant que « l'île demeure merveilleuse avec ses chemins creux, ses peupliers sensibles au bord des prés, et ses sentiers pittoresques tracés par la libre fantaisie des habitants, qui bâtirent sans souci des tracés linéaires », et que « c'est ici l'île des femmes ! Les hommes bourlingent », évoquant « l'île de la propreté méticuleuse. Son sol est tenu comme le plancher d'un navire de guerre, et ses maisons, fraîchement chaulées ».

#### La Première Guerre mondiale

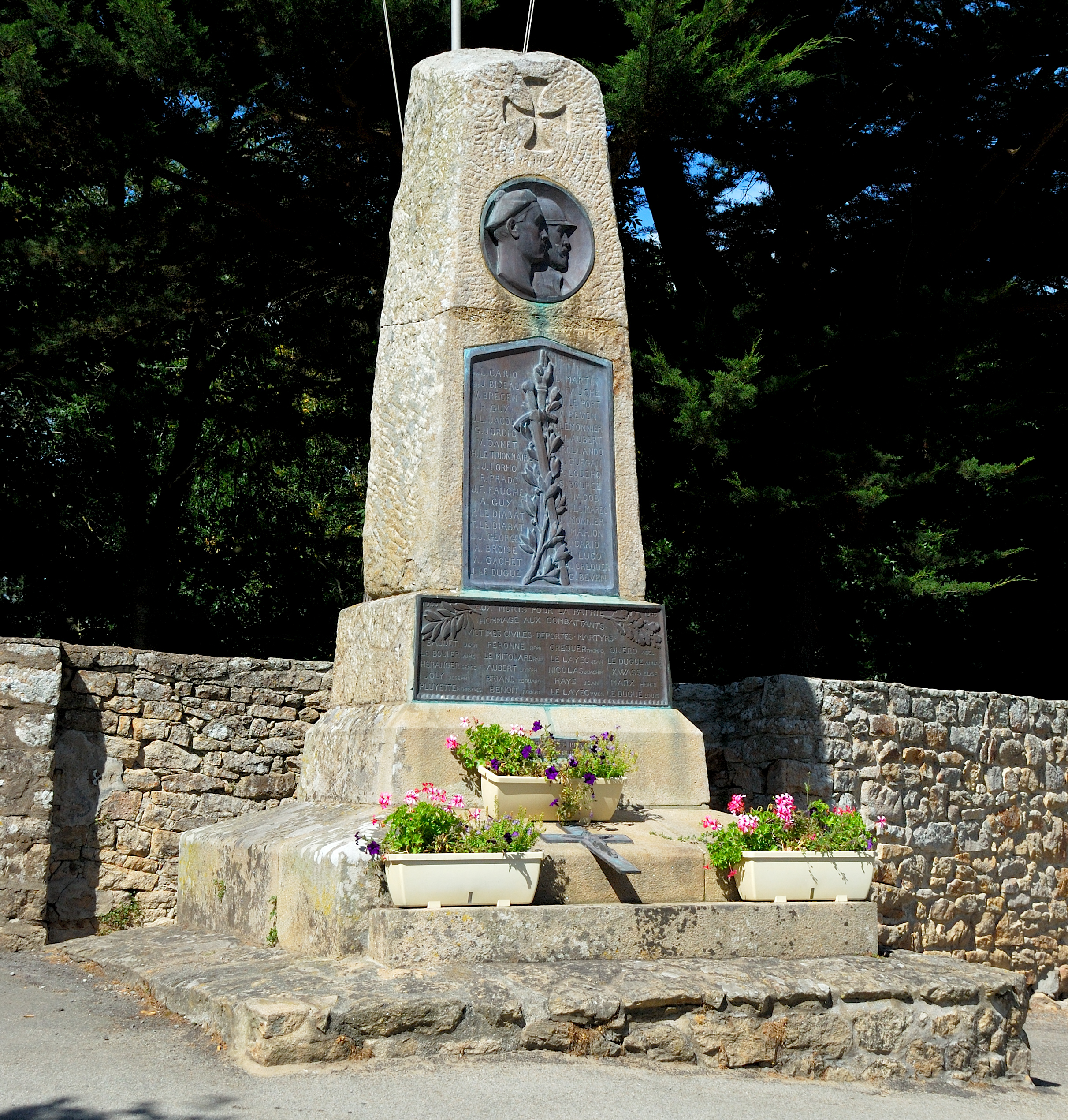
Le monument aux morts de l'Île-aux-Moines.

La plaque commémorative située dans l'église paroissiale porte les noms de 26 marins et soldats morts pour la France.

#### L'Entre-deux-guerres
En 1918 les habitants de l'île-aux-Moines se plaignent de la « situation extrêmement précaire en ce qui concerne leurs relations avec le continent », arguant que « le bateau à vapeur relie l'île-aux-Moines à Vannes seulement » et « ne prend ni les chevaux ni les bêtes à cornes ; voici donc les 20 fermes de l'île, représentant 400 à 500 hectares, dans l'impossibilité de faire le commerce de ces animaux » et demandent de rétablir un service de passage avec la pointe d'Arradon comme il en existait un, autrefois et jusqu'à ces dernières années, assuré « par un passeur disposant d'une barque solide et large, entre la pointe du Trech et celle d'Arradon ».
En 1924, une "Reine des îles" et deux demoiselles d'honneur sont élues pour la première fois à l'Île-aux-Moines. Cette même année, des travaux d'élargissement de la cale de débarquement de Toul-in-Dag (Toulindac) sont décidés car « par suite du grand nombre de passagers et de marchandises, elle est devenue tout à fait insuffisante » ; les travaux commencèrent en 1926.

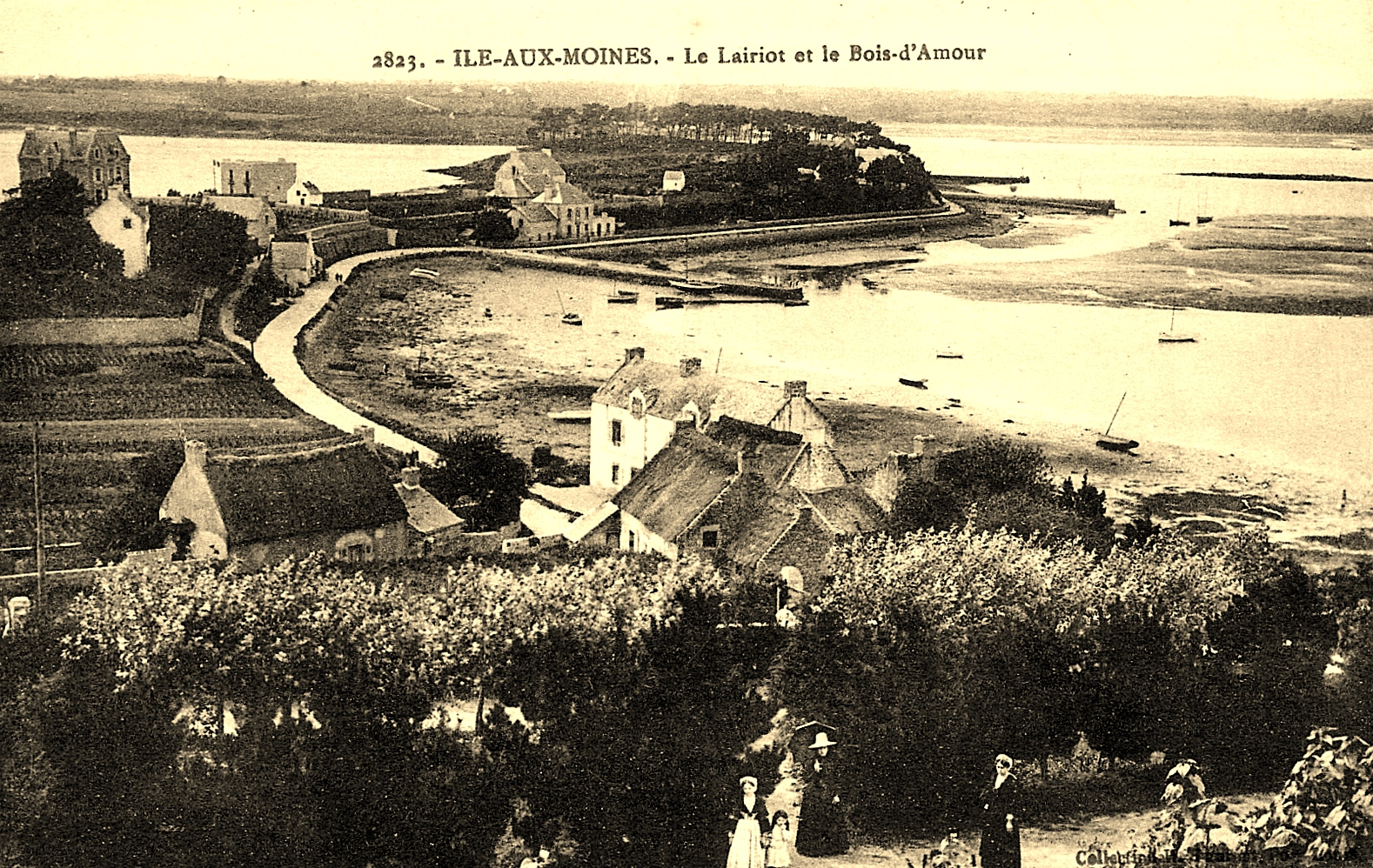
Le Lairiot (Lério) et le Bois d'Amour (carte postale Henri Laurent, 1918).
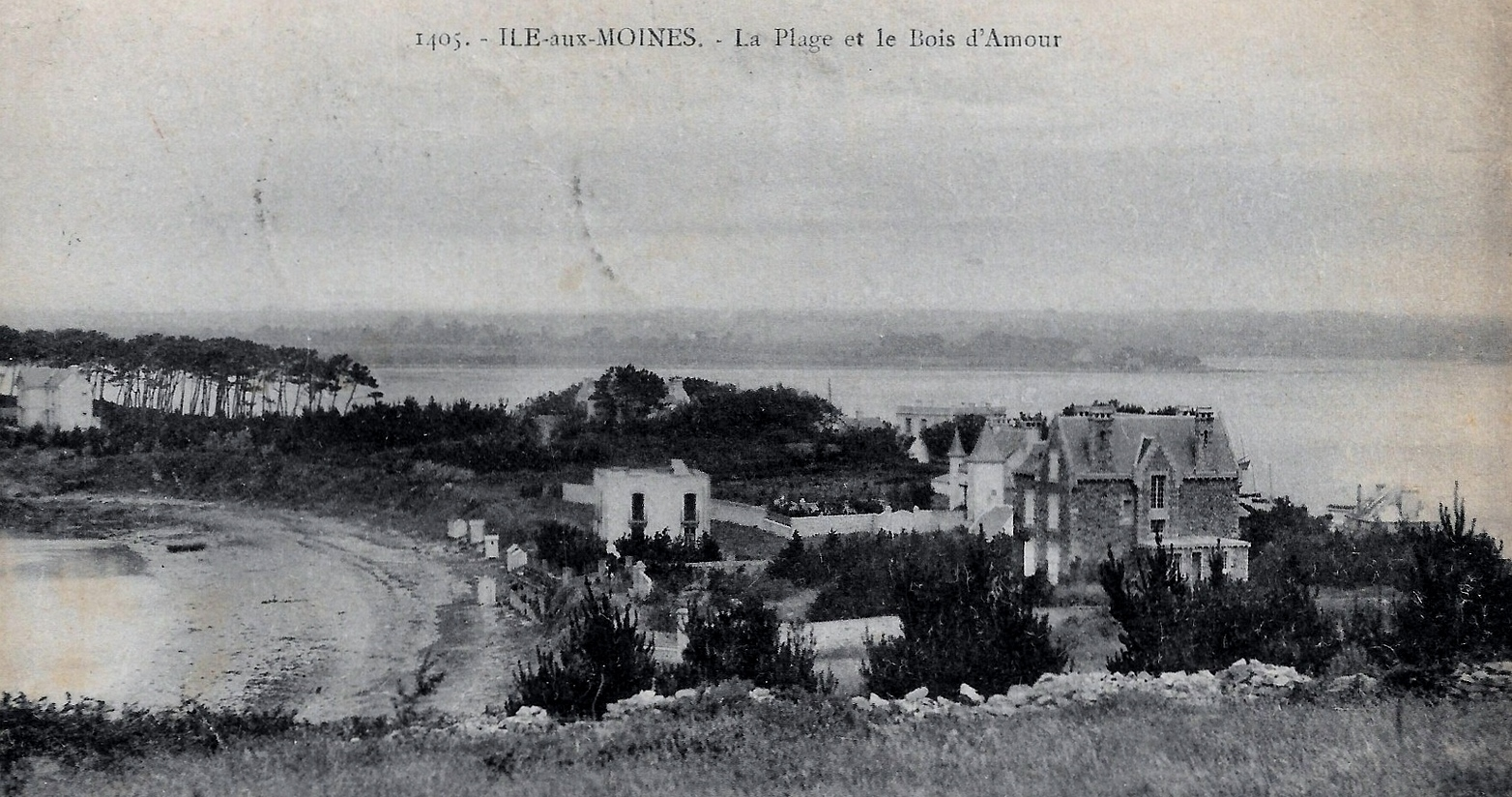
La plage et le Bois d'Amour (carte postale Henri Laurent, 1921).
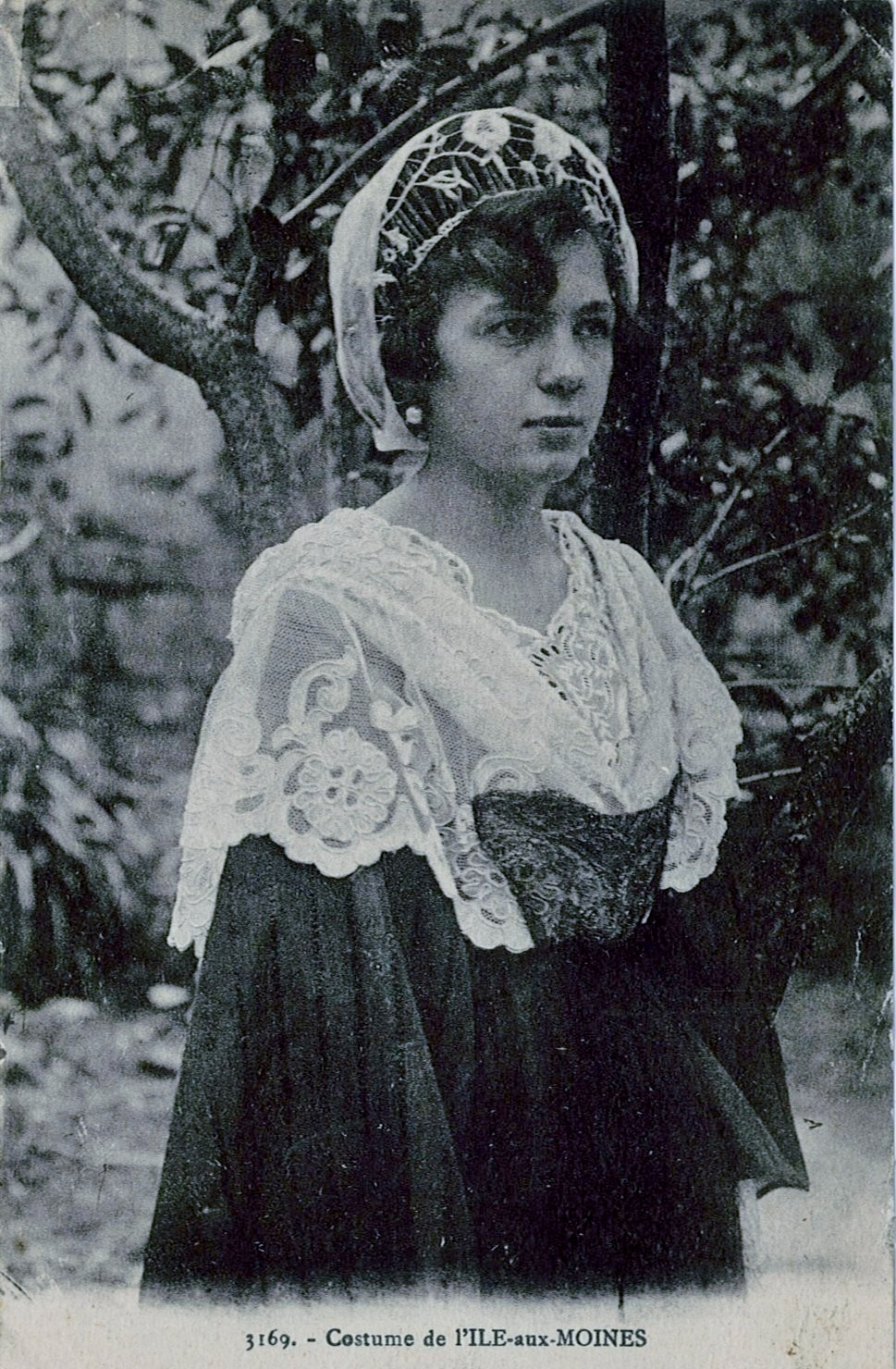
Costume traditionnel de l'Île-aux-Moines (femme) ; carte postale, vers 1920.

#### La Seconde Guerre mondiale
Le monument aux morts de l'Île-aux-Moines porte les noms de 20 personnes mortes pour la France pendant la Seconde Guerre mondiale (la plaque commémorative de l'église porte elle 22 noms) ;  parmi elles deux personnes d'origine juive réfugiées à l'Île-aux-Moines et victimes de la Shoah, des marins et des résistants,.
Pendant l'Occupation, les habitants de l'île ont caché des familles juives permettant de sauver cinq enfants. En 1943, quatre adultes ont été arrêtés dont deux sont morts en déportation. En 2002, l'association française pour l'hommage aux Justes parmi les nations a honoré les personnes qui les avaient protégés. Entre 2022 et 2024, l'enquête d'une journaliste de Ouest-France a permis de restaurer cette mémoire. La même année, en souvenir de ces déportations, cinq pavés dorés (stolpersteine) ont été officiellement posés sur la cale de l'île.

### LeXXIesiècle
Il ne subsiste en 2020 dans l'île aucune activité agricole. Une tentative de création d'une entreprise maraîchère a échoué en 2016 faute de trouver des terres agricoles disponibles.
Le 1er février 2020 un nouveau médecin s'installe dans l'île, mais il a fallu en chercher un pendant deux ans et son installation a été rendue difficile par la difficulté de trouver pour elle un logement, en raison du prix de l'immobilier dans cette île très touristique.
En 2020, l'Île-aux-Moines est la commune de Bretagne où le prix de l'immobilier est le plus élevé : le prix médian des maisons vendues était de 700 000 euros, devançant de loin Cesson-Sévigné, deuxième commune avec un prix médian de 450 000 euros.
Des sangliers qui avaient envahi l'Île-aux-Moines en 2020, saccageant des jardins, semblent, à la suite d'une battue organisée en novembre 2020, avoir quitté l'île.

## Politique et administration

### Liste des maires
| Période                                  | Période   | Identité            | Étiquette | Qualité                                     |
| ---------------------------------------- | --------- | ------------------- | --------- | ------------------------------------------- |
| 1808                                     | 1837      | Paul Luco           |           | Capitaine au long cours. Vivait à Locmiquel |
|                                          |           |                     |           |                                             |
| 1892                                     | 1908      | Prosper Morcrette   |           |                                             |
| 1908                                     | 1912      | Julien Le Franc     |           |                                             |
| 1912                                     | 1914      | Eugène Georges      |           |                                             |
| 1914                                     | 1919      | Julien Le Franc     |           |                                             |
| 1919                                     | 1925      | Pierre Mahéo        |           |                                             |
| 1925                                     | 1929      | Théodore Layec      |           |                                             |
| 1929                                     | 1935      | Vincent Thébaut     |           |                                             |
| 1935                                     | 1942      | Jean Créquer        |           |                                             |
| 1942                                     | 1965      | Vincent Thébaut     |           |                                             |
| 1965                                     | 1971      | Stanislas Jean      |           |                                             |
| 1971                                     | 1983      | Louis Garin         |           |                                             |
| 1983                                     | 1995      | Henry Bastin        |           |                                             |
| 1995                                     | 2001      | Charles-André Govys |           | Général de brigade.                         |
| mars 2001                                | mars 2014 | Jean Pressard       |           |                                             |
| mars 2014 Réélu en 2020                  | En cours  | Philippe Le Bérigot |           |                                             |
| Les données manquantes sont à compléter. |           |                     |           |                                             |

### Résultats électoraux
Lors du deuxième tour de l'élection présidentielle le 24 avril 2022 l'Île-aux-Moines est la troisième commune de la région Bretagne ayant donné le plus fort pourcentage de voix (83,93 %) à Emmanuel Macron, devancée seulement par l'Île-d'Arz (85,36 %) et Rennes (84,15 %).

### Jumelage
L'Île-aux-Moines est jumelée avec l'île de Pašman, en Croatie, :
| Nom de la Ville | Pays de la Ville | Coordonnées                       |
| --------------- | ---------------- | --------------------------------- |
| Pašman          | Croatie          | 43° 57′ 00″ nord, 15° 22′ 59″ est |

## Démographie
L'évolution du nombre d'habitants est connue à travers les recensements de la population effectués dans la commune depuis 1793. Pour les communes de moins de 10 000 habitants, une enquête de recensement portant sur toute la population est réalisée tous les cinq ans, les populations de référence des années intermédiaires étant quant à elles estimées par interpolation ou extrapolation. Pour la commune, le premier recensement exhaustif entrant dans le cadre du nouveau dispositif a été réalisé en 2005.

En 2022, la commune comptait 632 habitants, en évolution de +4,64 % par rapport à 2016 (Morbihan : +3,82 %, France hors Mayotte : +2,11 %).
| 1793 | 1800  | 1806  | 1821  | 1831  | 1836  | 1841  | 1846  | 1851  |
| ---- | ----- | ----- | ----- | ----- | ----- | ----- | ----- | ----- |
| 992  | 1 077 | 1 073 | 1 058 | 1 538 | 1 709 | 1 702 | 1 740 | 1 767 |

| 1856  | 1861  | 1866  | 1872  | 1876  | 1881  | 1886  | 1891  | 1896  |
| ----- | ----- | ----- | ----- | ----- | ----- | ----- | ----- | ----- |
| 1 601 | 1 714 | 1 662 | 1 605 | 1 629 | 1 602 | 1 459 | 1 401 | 1 350 |

| 1901  | 1906  | 1911  | 1921  | 1926  | 1931  | 1936  | 1946  | 1954 |
| ----- | ----- | ----- | ----- | ----- | ----- | ----- | ----- | ---- |
| 1 226 | 1 178 | 1 116 | 1 016 | 1 077 | 1 051 | 1 029 | 1 051 | 879  |

| 1962 | 1968 | 1975 | 1982 | 1990 | 1999 | 2005 | 2006 | 2010 |
| ---- | ---- | ---- | ---- | ---- | ---- | ---- | ---- | ---- |
| 748  | 711  | 588  | 590  | 617  | 610  | 527  | 536  | 629  |

| 2015 | 2020 | 2022 | - | - | - | - | - | - |
| ---- | ---- | ---- | - | - | - | - | - | - |
| 600  | 627  | 632  | - | - | - | - | - | - |

En 2018, selon l'Insee, 73,2 % des logements étaient des résidences secondaires à l'Île-aux-Moines.

## Économie et attractivité locale

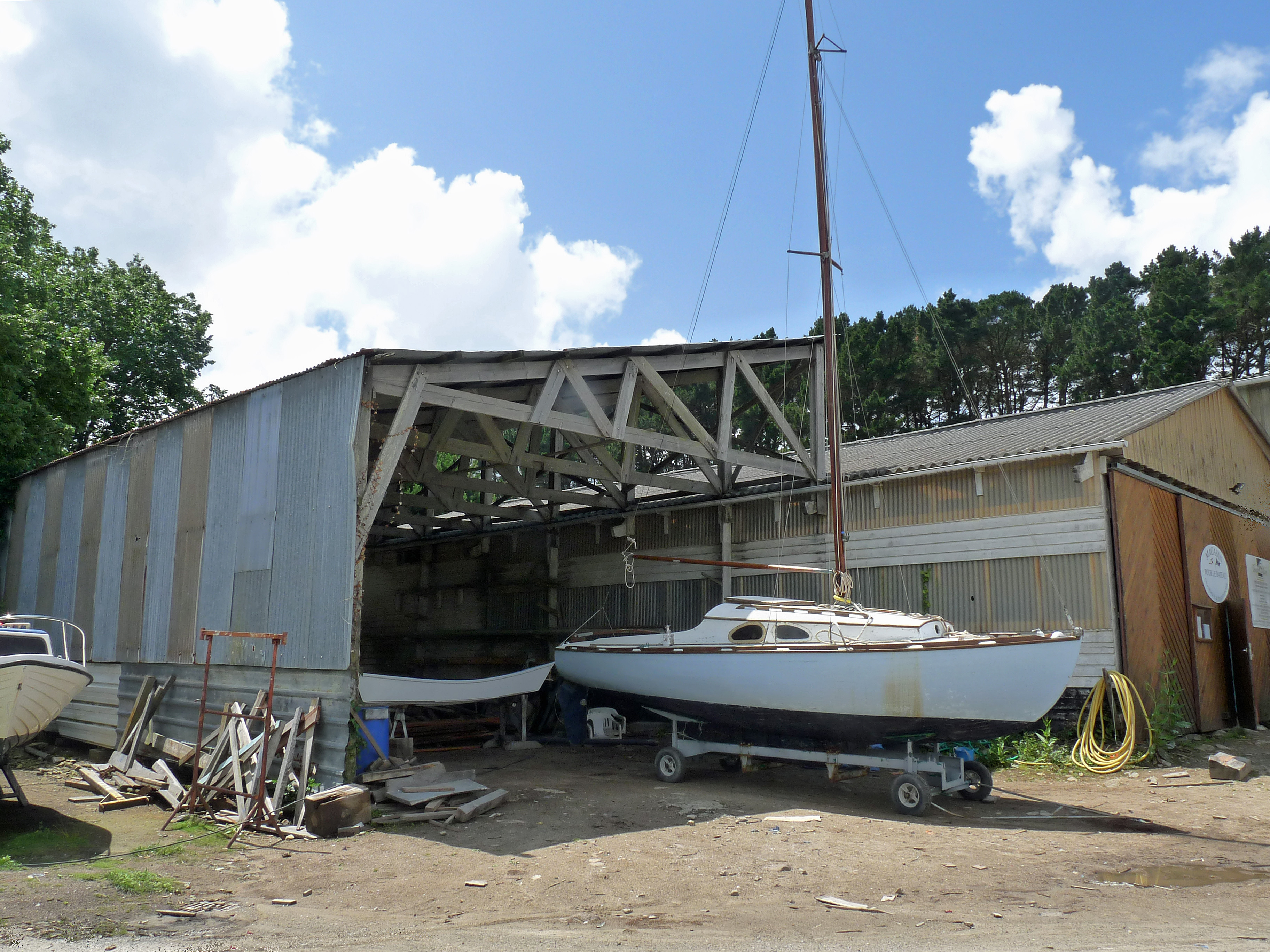
Le chantier du Guip à l'Île-aux-Moines.

L'économie locale repose principalement sur les secteurs de la distribution alimentaire, de la restauration et du souvenir (artisanat), induits par le tourisme estival. En pleine saison l'île voit sa population décupler, car l'habitat est constitué d'une majorité de résidences secondaires réservées à l'usage familial ou locatif.
Il existe sur l'île plusieurs activités liées à la pêche et à l'ostréiculture. et un chantier naval, le chantier du Guip.
Un potier est installé depuis 2004.

## Culture et patrimoine

### Lieux et monuments

Contours de l'Île-aux-Moines.

Plusieurs vestiges mégalithiques (dolmens et cromlech notamment) subsistent sur la pointe sud :
- le cromlech de Kergenan, au milieu de l'île, d'un rayon de plus de 70 mètres, est l'un des plus grands d'Europe ;
- le dolmen de Penhap, situé au sud à 5 kilomètres du bourg, est le mieux conservé de l'île.
- Le manoir Sainte-Anne dit château du Guéric ;
- le manoir de Kerno date du XVIe siècle, il est inscrit à l'inventaire général du patrimoine culturel[78] ;
- le manoir de Pennéro date des XVIe et XVIIe siècles, il est inscrit à l'inventaire général du patrimoine culturel[79].

On trouve des calvaires aux pointes du Trec'h, de Brouël et de Toulindac (Bois d'Amour) ainsi qu'à Penhap et à la Croix de Kerno.
L'église Saint-Michel, située à la sortie du bourg en direction du Nord, présente quelques ex-votos à sainte Anne. Elle possède aussi une antique statue en bois, un buste de saint Vincent Ferrier, qui se trouvait à l'origine dans la cathédrale de Vannes, mais avait été abandonnée, dont la translation dans l'île depuis le continent en 1780 est racontée en 1906 par l'abbé Nicol, alors recteur d'Arradon ; mangée par les vers, elle fut restaurée en 1902.

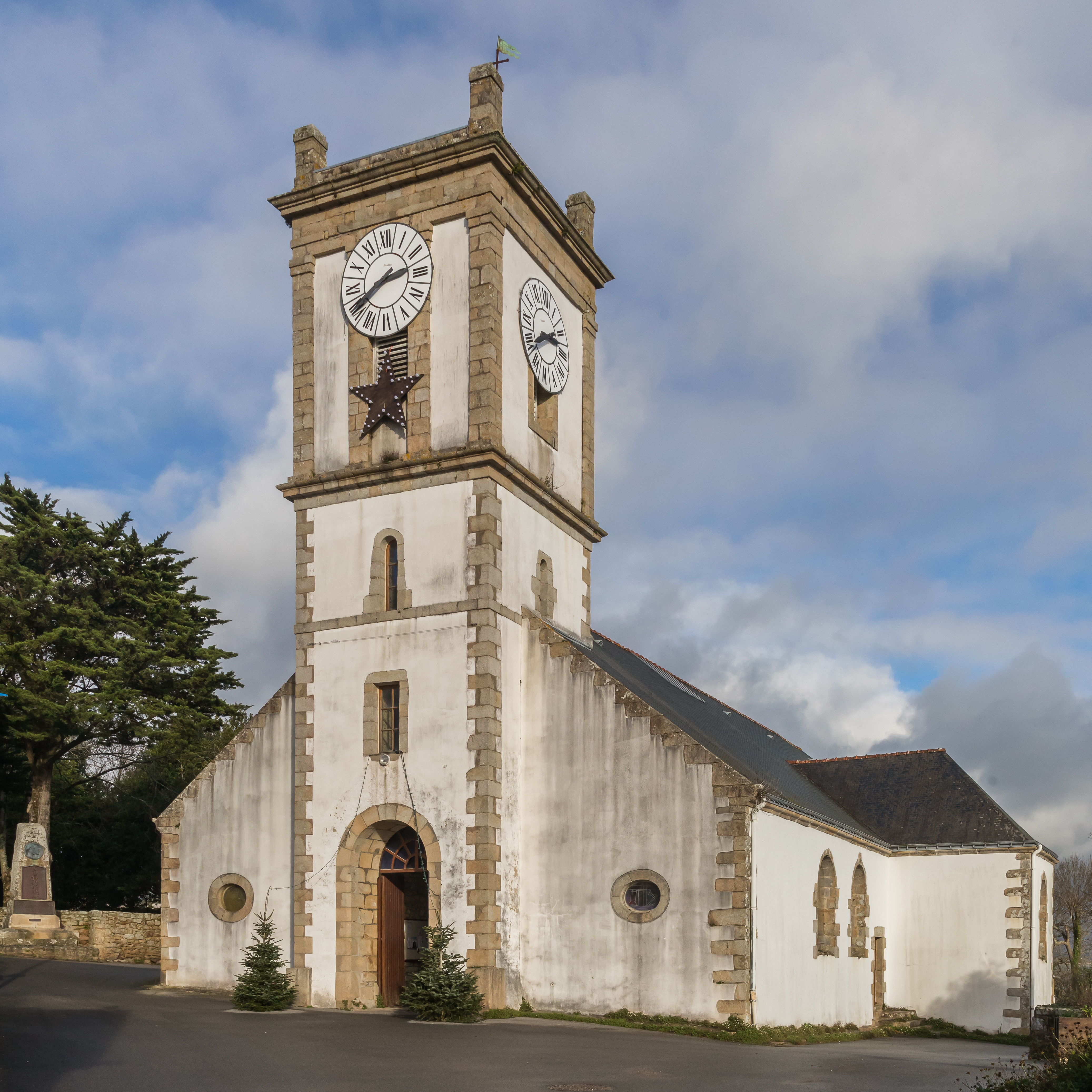
L'église paroissiale Saint-Michel : vue extérieure d'ensemble.
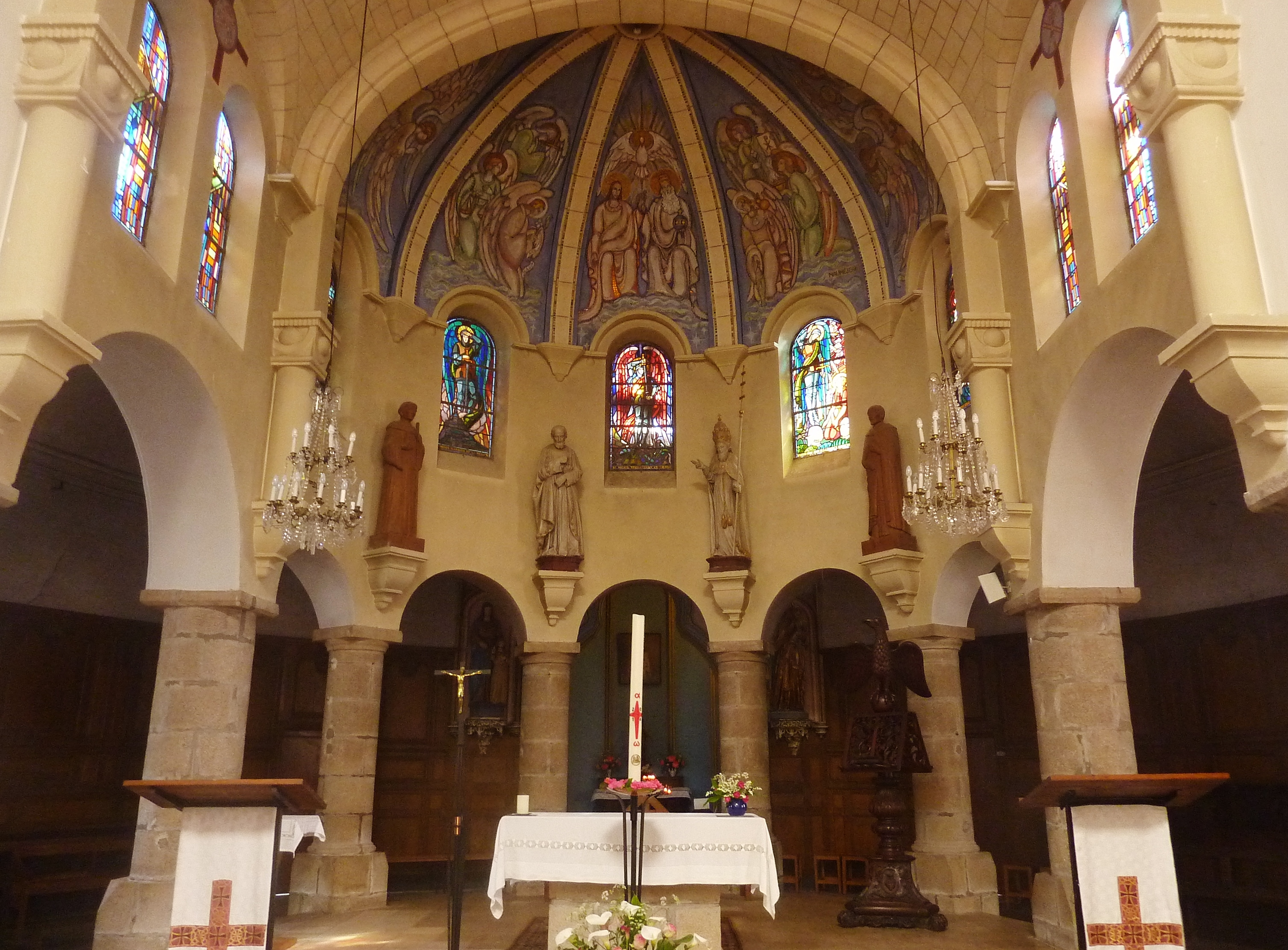
Le chœur de l'église paroissiale Saint-Michel.
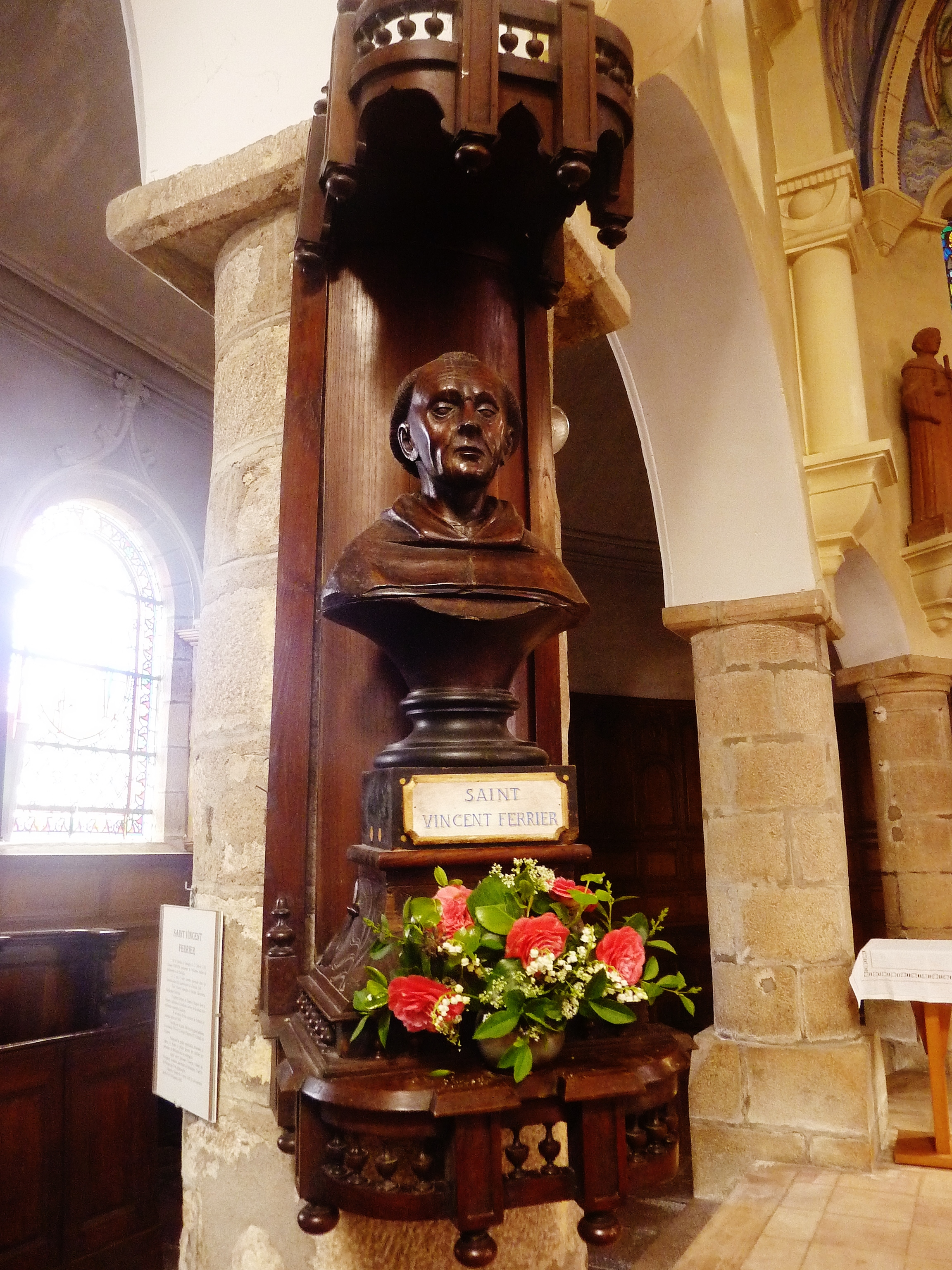
Église paroissiale Saint-Michel : buste de saint Vincent Ferrier.
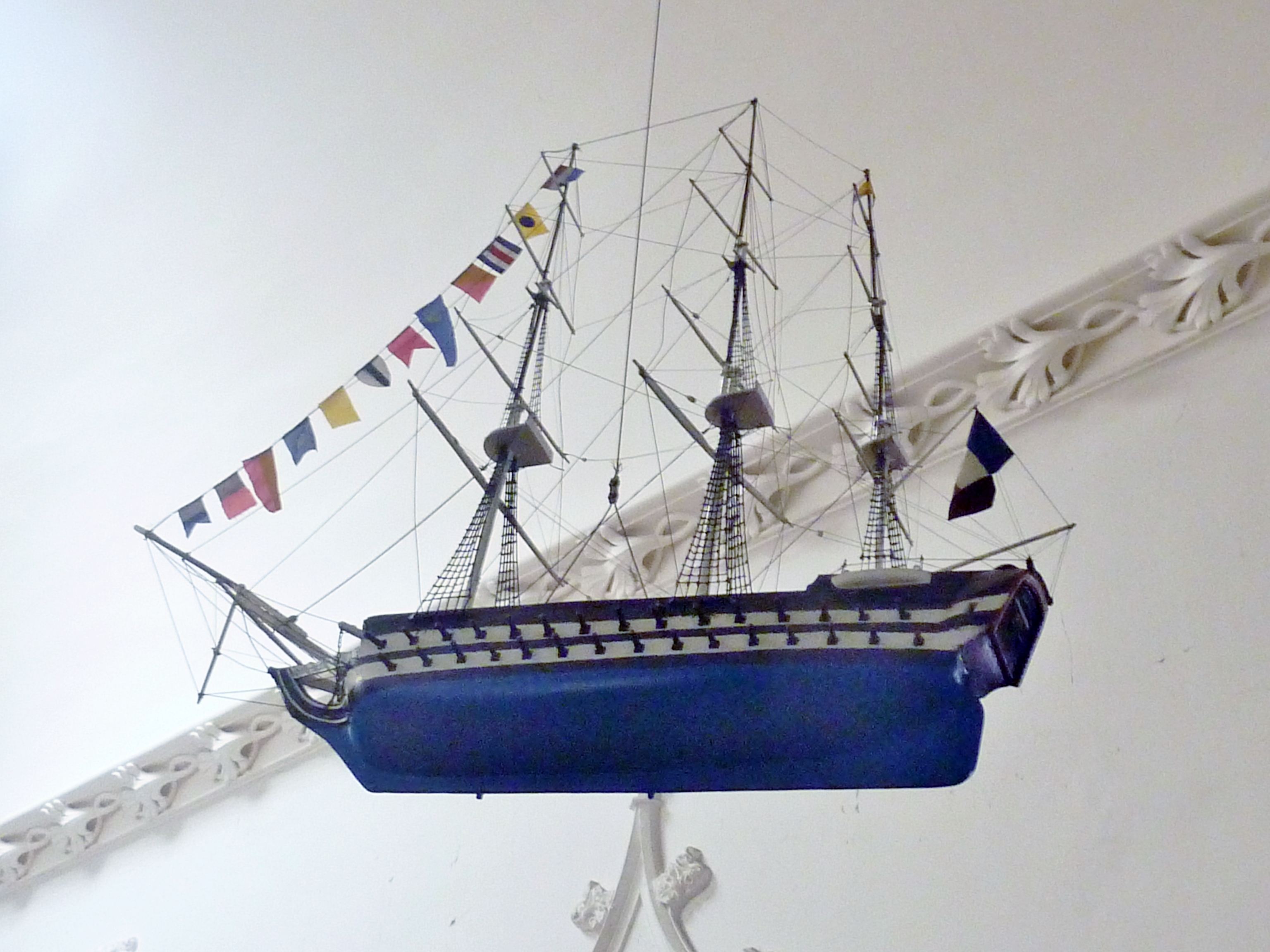
Église paroissiale Saint-Michel : trois-mâts ex-voto.

La chapelle Notre-Dame d'Espérance (XIXe), dans la rue de la Mairie, présente également plusieurs ex-voto.
La chapelle Sainte-Anne (XVIIe), dans l'anse du Guéric, appartient au « château » voisin.

### Légende
- La légende de la châtelaine : Les îles d'Arz et d'Izenah (Île aux Moines), reliées par une chaussée à la pointe de Brouel, ne formaient qu'une seule et grande île aux deux extrémités de laquelle se trouvaient, d'un côté un château, de l'autre un monastère. Or il arriva qu'un jeune seigneur fort pauvre, amoureux de la fille du château, se fit éconduire et décida alors de devenir moine ; mais avant de prononcer ses vœux, il résolut de dire adieu à sa fiancée ; la nuit venue chacun des deux amoureux fit la moitié du chemin, quand la mer en courroux vint les séparer, noyant la jeune fille et séparant les deux îles. Cette légende a été rapportée par Auguste Brizeux[52].

### Cinéma
En 1979 a été tourné sur l'île le feuilleton télévisé L'Île aux trente cercueils de Marcel Cravenne.[réf. souhaitée]
En 1985, a été tourné le film À nous les garçons, réalisé par Michel Lang.
En 2002, a été tourné le film La Petite Lili réalisé par Claude Miller.[réf. souhaitée]
Depuis août 2019, l'association Passeurs de Films organise un festival annuel de cinéma en plein air. Lors de la première édition, les réalisateurs Alain Cavalier et Arnaud Desplechin sont venus présenter leurs films au public de l'île-aux-Moines.
En 2020, ce sont Maïwenn, Emmanuel Mouret, le duo Kervern et Delépine qui ont montré leurs derniers films.
En 2021, les réalisateurs Jacques Audiard et François Ozon sont les invités de la troisième édition. Ils y présentent Les Olympiades et Tout s'est bien passé, en compétition au Festival de Cannes 2021.

### Expositions à l'Île-aux-Moines
Expositions traitant principalement de l'île-aux-Moines :
- Sylvie André : photographies en 2008
- Étienne Dehau : photographies (à la Mairie) en 2009
- Gildas Flahault et Aude Sirvain, (chapelle Sainte-Anne) en 2009
- Denis Leroy : photographies en noir et blanc (à la mairie) en 2009
- Martin Lenclos : aquarelles (à la Librairie-galerie) en 1993 et 2003
- Marylène Montfort-Govys, Gaëtan Sartor, Yannick Decressac (à la mairie en 2010)
- Odile A. Boisnard : photos panoramiques en plein air (Chantier ostréicole Beg Moussir Pointe du Trec'h) en  2010, à la mairie en 2009, 2011 & 2012, à la Poste de l'Île-aux-Moines en 2011, également à l'Île-aux-Moines en 2007. Depuis 2011, exposition tournante sur la vie de l'huître (« de la naissance à l'assiette la fabuleuse histoire de l'huître ») racontée en cinq panneaux.
- Georges HORNN : exposition photographique "Je, Tu, Île", 2008

### Tableaux représentant l'Île-aux-Moines
- Armand-Joseph Bonamy : Le Bois de la chèvre. Île-aux-Moines (huile sur toile, Conseil général du Morbihan, Musée des beaux-arts de Vannes).
- Paul Signac : L'Île-aux-Moines (1925).
- Édouard Doigneau : L'île aux moines[86].

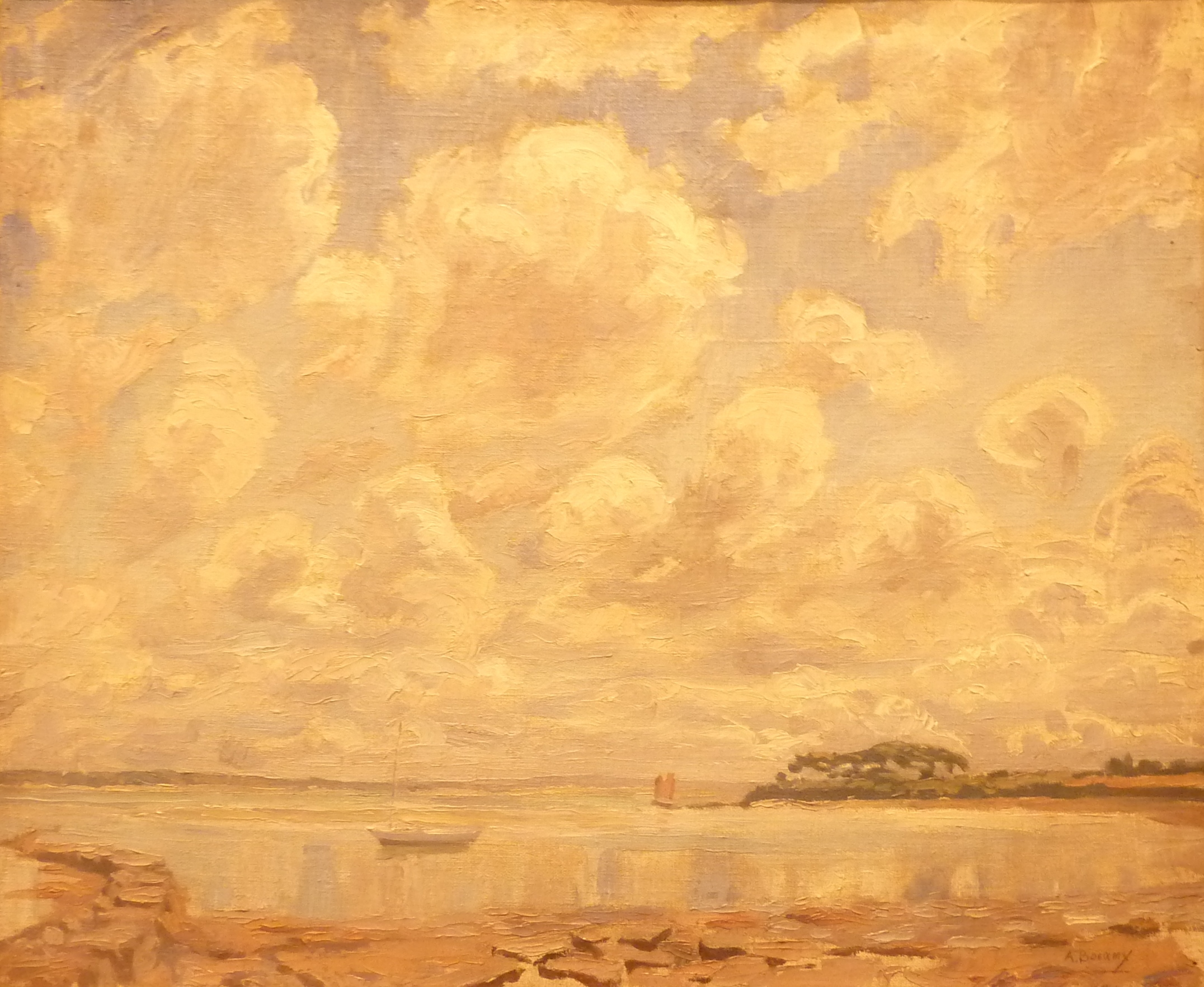
Armand-Joseph Bonamy : Le Bois de la chèvre. Île-aux-Moines
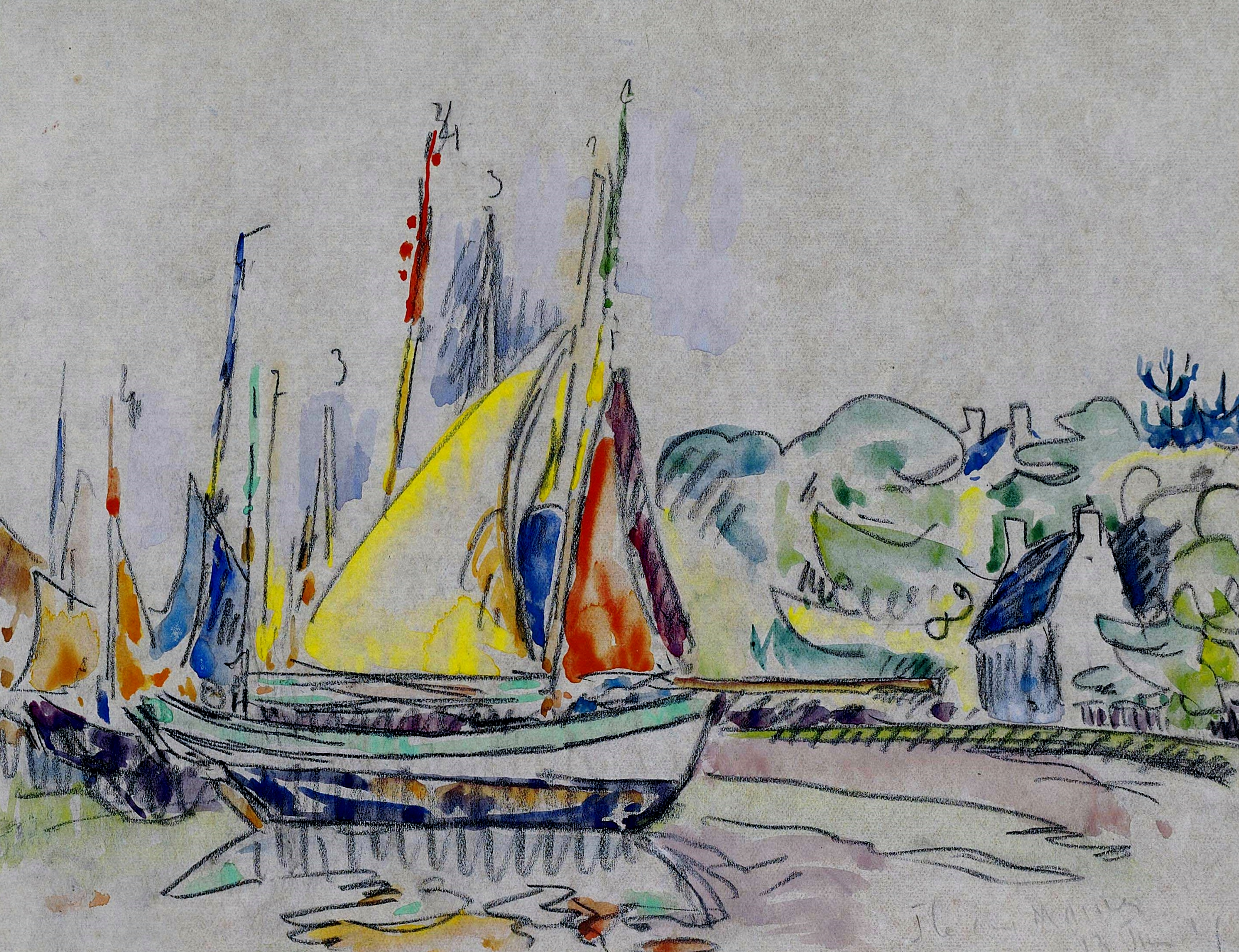
Paul Signac : L'Île-aux-Moines (1925).

### Héraldique
|  | l'Île-aux-Moines porte : « D'azur à une ancre avec sa gumène d'or, la trabe chargée des mots IZ ENAH en lettres capitales de sable, et à une crosse abbatiale aussi d'or passées en sautoir et posées sur une île de sinople baignant dans une mer moutonnante d'argent issant de la pointe ; au chef d'hermine. » |

## Personnalités liées à la commune
- Armand Le Berigot, né le 4 mai 1891 à l'Île-aux-Moines, décédé le 18 août 1976 à Vannes ; ancien gendarme, dit "Cadoudal" pendant la Deuxième Guerre mondiale, il recruta parmi des militaires de carrière une cinquantaine d'hommes prêts à s'engager dans la Résistance[87].
- Gabriel Yared[88], Roger Zabel possèdent une résidence dans l'île.
- Denise Grey y a possédé une résidence.
- Jean-Philippe Lenclos et Dominique Lenclos, auteurs de nombreux ouvrages de référence sur la couleur et l'architecture.
- Le bâtonnier Fernand Payen[89], défenseur du maréchal Pétain, était propriétaire du château du Guerric.
- Suzanne Foccart, religieuse.
- Geneviève Asse, artiste peintre.
- Jean-Jacques Hertz, guitariste.
- Yann et Jacques Guichard, navigateurs.
- Lili Cros et Thierry Chazelle[90], duo musical français.